# Djoser-Pyramide
Die Stufenpyramide des altägyptischen Königs Djoser (Djoser-Pyramide, auch Netjerichet-Pyramide) aus der 3. Dynastie des Alten Reiches um 2700 v. Chr. ist die älteste, mit einer Höhe von 62,5 Metern die neunthöchste der ägyptischen Pyramiden und eine der wenigen mit einer nichtquadratischen Grundfläche.
Mit diesem Bauwerk begann die erste Phase des Pyramidenbaus in Ägypten und die Monumentalisierung der Königsgräber. Die Stufenpyramide selbst wird vom größten aller Pyramidenkomplexe umschlossen, der eine große Anzahl von zeremoniellen Bauten, Strukturen und Höfen für den Totenkult enthält. Sie gilt nach dem einige hundert Meter westlich der Pyramide gelegenen Gisr el-Mudir als das zweitälteste noch erhaltene, aus behauenen Steinen gemauerte Bauwerk Ägyptens.
Als zentrales Bauwerk der Nekropole von Sakkara gehört sie als Teil der memphitischen Nekropolen seit 1979 zum UNESCO-Weltkulturerbe.

## Erforschung
Der Pyramidenkomplex wurde erstmals 1821 von dem preußischen Generalkonsul Heinrich Menu Freiherr von Minutoli und dem italienischen Ingenieur Girolanio Segato untersucht. Dabei wurde der Eingang zur Pyramide entdeckt. In den Gängen fanden sich in einer Ecke Überreste einer Mumie, nämlich ein vergoldeter Schädel und vergoldete Fußsohlen, die von Minutoli für die sterblichen Reste des Pharaos gehalten wurden. Obwohl die Objekte bei der Überfahrt nach Hamburg durch Schiffbruch der Gottfried verloren gingen, gilt es als sicher, dass es sich dabei um eine Sekundärbestattung aus späterer Zeit handelte.
1837 fand John Shae Perring zahlreiche weitere Sekundärbestattungen in den Gängen. Er entdeckte auch die Galerien unter der Pyramide.
Ab 1926 führte Cecil M. Firth eine systematischere Untersuchung durch, die er aufgrund seines Todes nicht beenden konnte. James Edward Quibell übernahm die Leitung der Ausgrabungen, bis auch er 1935 verstarb. Jean-Philippe Lauer, der mit Quibell arbeitete, führte die Untersuchungen fort. Lauer vermaß 1932 die unterirdischen Kammern und Gänge. 1934 fand er in der Grabkammer weitere Leichenfragmente, die nach einer ersten Untersuchung bis 1988 in der Universität von Kairo eingelagert waren. Lauer war der Ansicht, Überreste des Pharaos gefunden zu haben, aber eine genauere Untersuchung nach ihrer Wiederauffindung zeigte, dass sie von mehreren Personen stammten. Eine Radiokohlenstoffdatierung zeigte, dass die Leichenteile von einer Sekundärbestattung aus der ptolemäischen Epoche stammten.
Lauer widmete sein weiteres Leben bis zu seinem Tode im Jahr 2001 der Erforschung der Djoser-Pyramide und der Nekropole von Sakkara. Unter Lauers Leitung wurden auch diverse Bauten und Mauerabschnitte des Komplexes rekonstruiert.
Forschungen eines lettischen Teams unter Leitung von Bruno Deslandes haben seit 2001 mehrere bislang unbekannte Tunnel im Pyramidenkomplex nachweisen können.

## Bau der Pyramide und des Komplexes

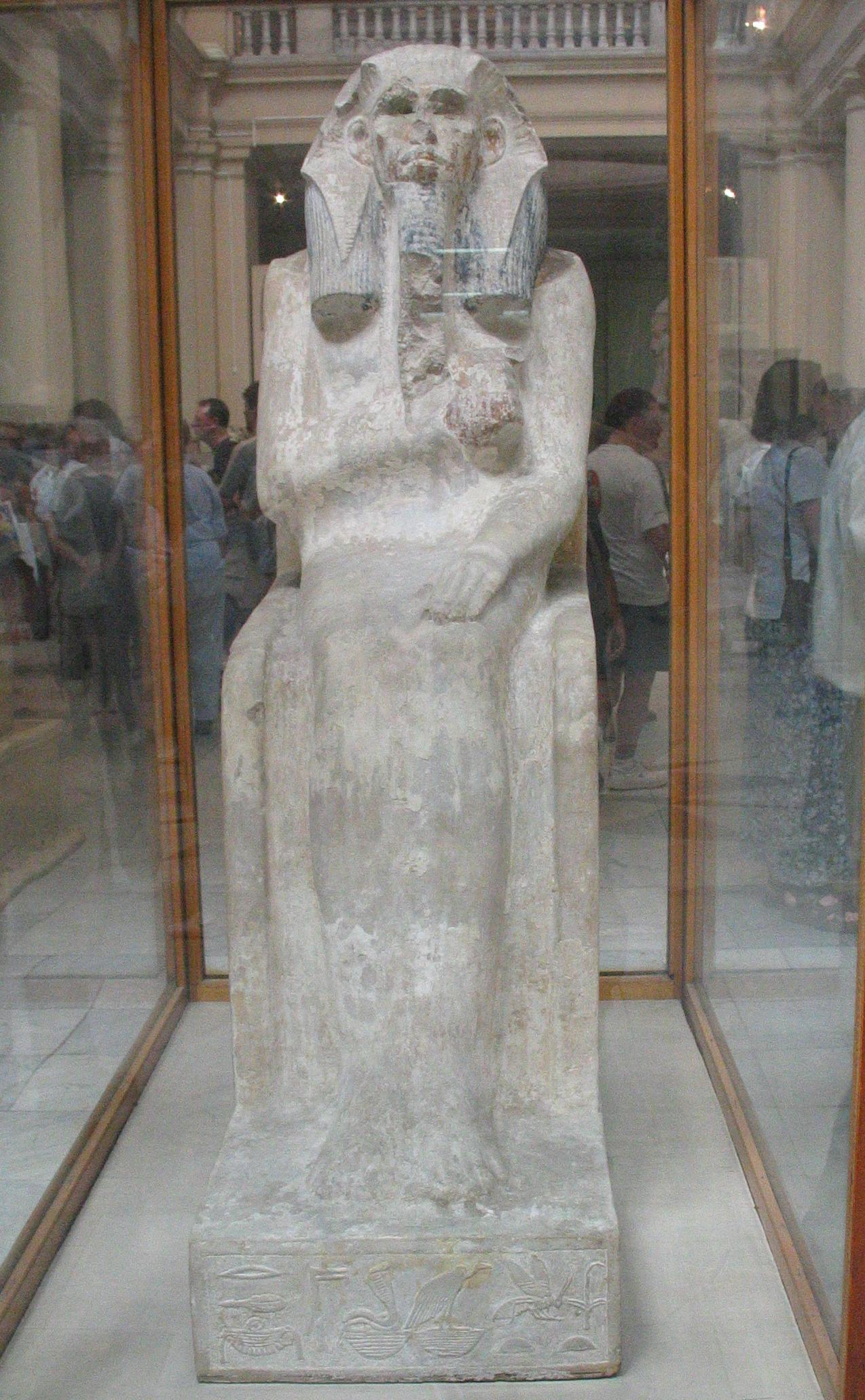
Originalstatue des Djoser aus dem Serdab im Ägyptischen Museum in Kairo

Djoser, der zu seiner Zeit unter seinem Horusnamen Netjerichet bekannt war, ließ seine Grabanlage von Imhotep (Hoherpriester von Heliopolis), Iri-pat („Mitglied der Elite“, oberster Vorlesepriester, Oberbildhauer und Bauleiter) planen und errichten.

### Umstände des Baus
Djoser ließ während seiner 19-jährigen Herrschaft (ca. 2665–2645 v. Chr.) ein bis dahin nie dagewesenes Monumentalgrab errichten. Diese Zeit war offenbar durch politische Stabilität, eine steigende Prosperität und Fortschritte in den Wissenschaften und im Bauwesen gekennzeichnet.
Bei der Wahl des Ortes für sein Grabmal wählte Djoser die Nekropole von Sakkara. Der Pyramidenkomplex war bei den Grabanlagen der Könige der zweiten Dynastie, Hetepsechemui, oder Raneb und Ninetjer und der großen Einfriedung Gisr el-Mudir gelegen, abseits der Mastabagräber der ersten Dynastie. Der Komplex wurde jedoch nicht auf unberührtem Gelände errichtet, sondern es befand sich bereits eine ältere Nekropole auf dem Areal, wovon Treppengräber im Nordbereich zeugen.

### Entwicklung der Stufenpyramide aus früheren Begräbnisstrukturen
Der Pyramidenkomplex ist nicht spontan entstanden, sondern stellt eine Synthese aus verschiedenen ober- und unterägyptischen Begräbnispraktiken dar. Er war der vorläufige Höhepunkt in der Entwicklung der Grabanlagen der Könige der 1. und 2. Dynastie aus Abydos. Die Stufenpyramide und ihre umgebenden Anlagen stellen eine Vereinigung aus den beiden Komponenten Grabbau und Talbezirk dar.
Allerdings sind auch Elemente der Gräber und Anlagen der Nekropole von Sakkara zu finden. Die große Einfriedung (Gisr el-Mudir) dürfte als steinernes Äquivalent der Talbezirke von Abydos eine Vorbildfunktion für die Einfassung des Pyramidenbezirks geliefert haben. Ebenso sind die Galeriegräber der zweiten Dynastie in Sakkara Vorbilder für die ausgedehnten Galerien im Djoser-Pyramidenbezirk.
Die Pyramide selbst ist eine Weiterentwicklung der den mythologischen „Urhügel“ symbolisierenden Grabhügel, wie man sie bei Königsgräbern in Abydos findet. Die Hügelstruktur wurde auch bei den Mastaba-Gräbern von Sakkara eingearbeitet. So findet man z. B. innerhalb der Mastaba S3507 einen verdeckten Grabhügel. In der Mastaba S3038 wurde dieser innere Grabhügel durch einen gestuften gemauerten Hügel nachgebildet, der eine direkte Vorgängerstruktur zur Pyramide darstellt.

## Die Stufenpyramide

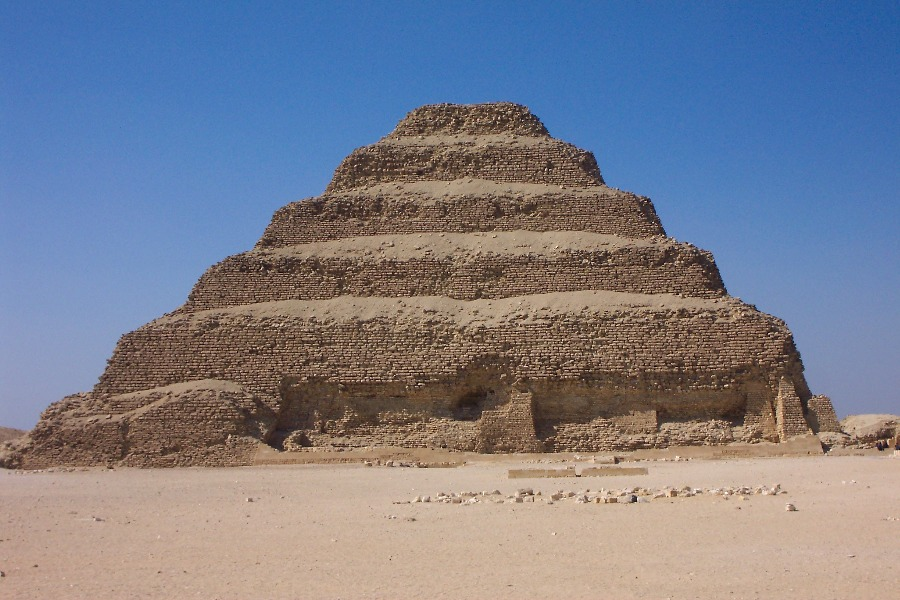
Die Südseite der Stufenpyramide. Im unteren Bereich sind freiliegende Teile der ursprünglichen Mastabas zu erkennen

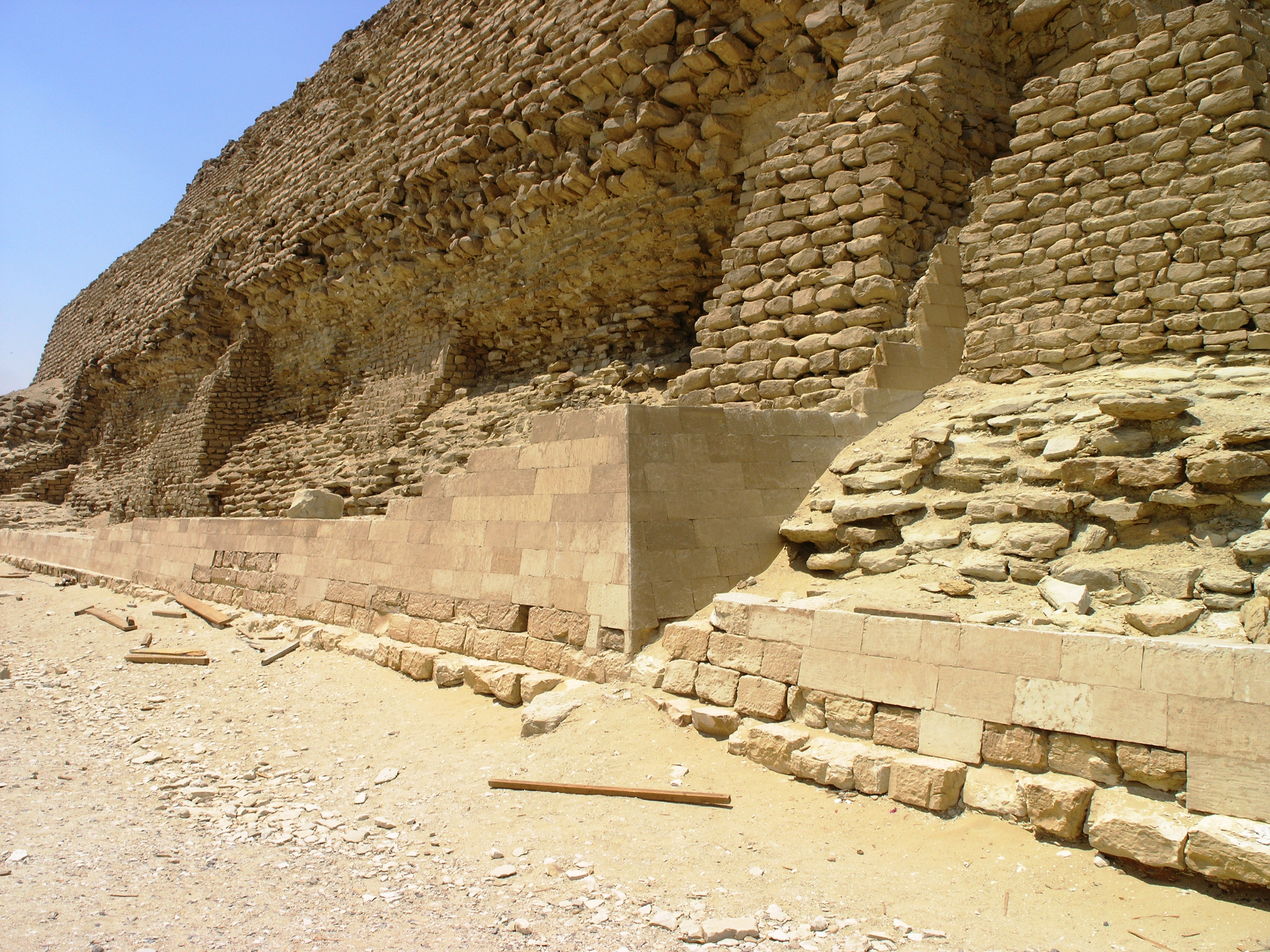
Teilweise restaurierte Verkleidung im Bereich der ursprünglichen Mastaba an der südöstlichen Ecke

Im Zentrum des Grabbezirkes befindet sich die Stufenpyramide. Sie wurde jedoch von Imhotep ursprünglich nicht als Pyramide geplant, sondern als quadratische Mastaba.

### Entwicklung von der Mastaba zur Stufenpyramide
Nach Jean-Philippe Lauer wurde die Mastaba in fünf weiteren Bauphasen (also insgesamt sechs) zur Stufenpyramide erweitert. Auf der Süd- und Ostseite der Pyramide sind die einzelnen Phasen der Erweiterungen noch sehr deutlich zu erkennen. Mit Vollendung der sechs Bauphasen erhielt die Stufenpyramide sechs Stufen und erreichte eine Höhe von etwa 62 m, bei einer rechteckigen Grundfläche von ca. 121 × 109 m.
Folgende Bauphasen kann man unterscheiden:
- Mastaba M1: Im ersten Schritt wurde eine quadratische Mastaba von 63 Metern Kantenlänge und acht Metern Höhe errichtet, die sich von früheren Mastabas in zwei wesentlichen Punkten unterschied: Zum einen hatten alle früheren Mastabas einen rechteckigen aber nicht quadratischen Grundriss und zum anderen war die Djoser-Mastaba die erste, die komplett aus Kalkstein gemauert war. Die Mastaba M1 erhielt eine Außenverkleidung aus feinem Kalkstein. Der Unterbau wurde schon für diese Phase unter dem Bauwerk aus dem Fels gehauen. Der Schacht der Grabkammer zog sich durch das Bauwerk bis zum Dach der Mastaba hin.
- Mastaba M2: In der zweiten Phase wurde die Mastaba auf ein Kantenmaß von 71,5 m erweitert. Der neue Bauteil erreichte aber nur eine Höhe von sieben Metern, so dass ein gestuftes Erscheinungsbild entstand. In dieser Bauphase entstanden die elf Galerien an der Ostseite der Mastaba.
- Mastaba M3: Der dritte Bauabschnitt erweiterte die Mastaba nur an der Ostseite auf 79,5 m, so dass die Schächte der Ostgalerien durch den neuen, nur fünf Meter hohen Bauteil überdeckt wurden.
- Pyramide P1: Die vierte Bauphase wandelte die Mastaba in eine vierstufige Stufenpyramide von 85,5 m × 77 m um. Der Kern des Bauwerks wurde aus groben Steinen gemauert und mit feiner gearbeiteten umkleidet. Die Mauerlagen waren nun nicht mehr horizontal wie in den Mastabas, sondern um 17° nach innen geneigt, um dem Mauerwerk mehr Stabilität zu verleihen. Diese Phase gelangte nicht über die Höhe der ursprünglichen Mastaba hinaus.
- Pyramide P1': In der fünften Phase wurde die kleine Pyramide von einer vier- oder sechsstufigen Pyramide von 119 m × 107 m Grundfläche überdeckt. Durch diese Erweiterung war der ursprüngliche Zugang zum Unterbau nicht mehr erreichbar und es wurde ein zweiter Zugang angelegt, der im Boden des auf der Nordseite gelegenen Totentempels an die Oberfläche trat. Im Mauerwerk wurden nun deutlich größere Steine verarbeitet. Auch bei dieser Phase wurde nur die erste Stufe vollendet, bevor eine erneute Erweiterung begonnen wurde.
- Pyramide P2: Die sechste und letzte Bauphase vergrößerte die Pyramide nochmals auf eine Grundfläche von 121 m × 109 m (231 auf 208 Ellen) mit insgesamt sechs Stufen, die eine Höhe von 62,50 m erreichte. Im Westen setzt die unterste Stufe auf den bereits errichteten Westmassiven auf. Die oberste Stufe hatte einen abgerundeten Abschluss und bildet zusammen mit dem Pyramidenkern eine ebene Fläche.[10] Demnach hat es wahrscheinlich keine Pyramidenspitze gegeben.

Lauer gibt neben den Kernbauten für die vier- bzw. sechsstufige Pyramide sieben bzw. elf Schichten ohne die äußerste Verkleidungsschicht an. Er vertritt die Auffassung, dass die Verkleidungsschichten der Baustufen P1 und P2 jeweils erst nach Fertigstellung der einzelnen Schichten angelegt wurden. Die Pyramide P1 sei daher vollständig vor der letzten Erweiterung mit der Pyramide P2 errichtet worden. Die Frage, ob die Pyramide mit einer geglätteten Außenfläche versehen gewesen sei, wird von Stadelmann verneint. Darüber hinaus zeigen Ausgrabungen an der NW-Ecke der Pyramide im Jahr 2007, dass keinerlei Reste einer Kalksteinverkleidung vorhanden waren.
|                    | Mastaba M1            | Mastaba M2            | Mastaba M3            | Pyramide P1               | Pyramide P1'              | Pyramide P2        |
| ------------------ | --------------------- | --------------------- | --------------------- | ------------------------- | ------------------------- | ------------------ |
|                    |                       |                       |                       |                           |                           |                    |
| Basismaße          | 63 m × 63 m           | 71,5 m × 71,5 m       | 79,5 m × 71,5 m       | 85,5 m × 77 m             | 119 m × 107 m             | 121 m × 109 m      |
| Höhe               | 8 m                   | 8 m, 7 m              | 8 m, 7 m, 5 m         | 42 m                      | 60 m                      | 62 m               |
| Bauweise           | Horizontale Schichten | Horizontale Schichten | Horizontale Schichten | Geneigte Schichten        | Geneigte Schichten        | Geneigte Schichten |
| Höhe der Bausteine | 0,30 m                | 0,30 m                | 0,30 m                | 0,38 m                    | 0,52 m                    | 0,52 m             |
| Anzahl der Stufen  | –                     | –                     | –                     | 4                         | 4-6 ?                     | 6                  |
| Anmerkung          | –                     | –                     | –                     | Nur erste Stufe vollendet | Nur erste Stufe vollendet | Fertiggestellt     |

### Unterbau der Pyramide

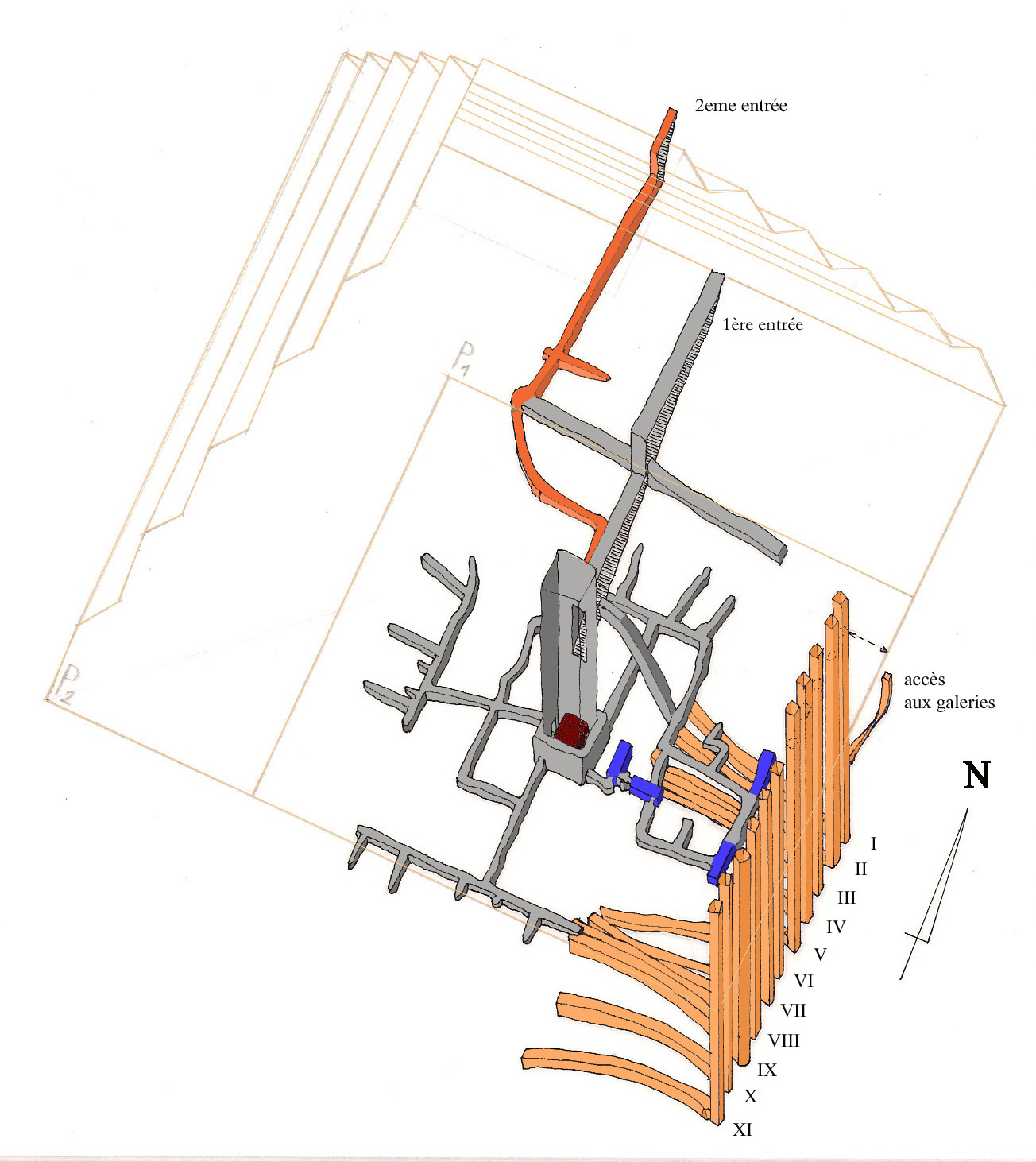
Ansicht des Unterbaus der Pyramide
Grau: Grabkomplex
Dunkelrot: Grabkammer
Blau: Blau geflieste Kammern
Hellrot: Zweiter Eingang
Orange: 11 Ostgalerien

Die Grabkammer wurde in einem 28 m tiefen Schacht von 7 × 7 m Grundfläche angelegt. Sie besteht aus exakt behauenen Rosengranitblöcken in vier Lagen. Der Zugang zur Grabkammer erfolgte von einer darüber gelegenen, sogenannten „Manövrierkammer“ durch ein kreisrundes Loch von etwa einem Meter Durchmesser. Der Zugang wurde mit einem 3,5 Tonnen schweren Granitstöpsel verschlossen, der von der Manövrierkammer mit Seilen hinabgelassen wurde. Funde von Alabaster- und Kalksteinfragmenten mit Sternenmuster um die Grabkammer lassen vermuten, dass es sich dabei um Überreste der Manövrierkammer handelt, da Material und Dekoration dem der Manövrierkammer im Südgrab ähneln. Lauer vermutete hingegen, dass die Granitgrabkammer eine Grabkammer ersetzte, die in einer früheren Bauphase eingebaut worden war.
Nach dem Einbringen der Grab- und Manövrierkammern in den Schacht wurde dieser um die Kammern vermauert, dann weitgehend mit losem Material aufgefüllt und der obere Abschluss wieder vermauert. Die Auffüllung und die Manövrierkammer wurden in der 26. Dynastie (Saïtenzeit) ausgeräumt.
Um die Grabkammer ist in allen Himmelsrichtungen jeweils ein Galerienkomplex angelegt. Die einzelnen Galerien sind untereinander mit Gängen verbunden. In der östlichen Galerie befinden sich vier, mit blauen Fayence-Kacheln verkleidete Räume, ähnlich jenen im Südgrab. Die Kacheln, getrennt durch erhabene Zwischenräume, stellen eine Imitation von Schilfmattenvorhängen dar. Durch die blauen Kacheln wird der wässrige Charakter der Unterwelt in der ägyptischen Mythologie ausgedrückt. Ebenfalls sind dort drei Flachreliefs mit Darstellungen des Königs beim Sed-Fest zu finden. Der Komplex erscheint unvollendet – insbesondere im Vergleich zum Südgrab.

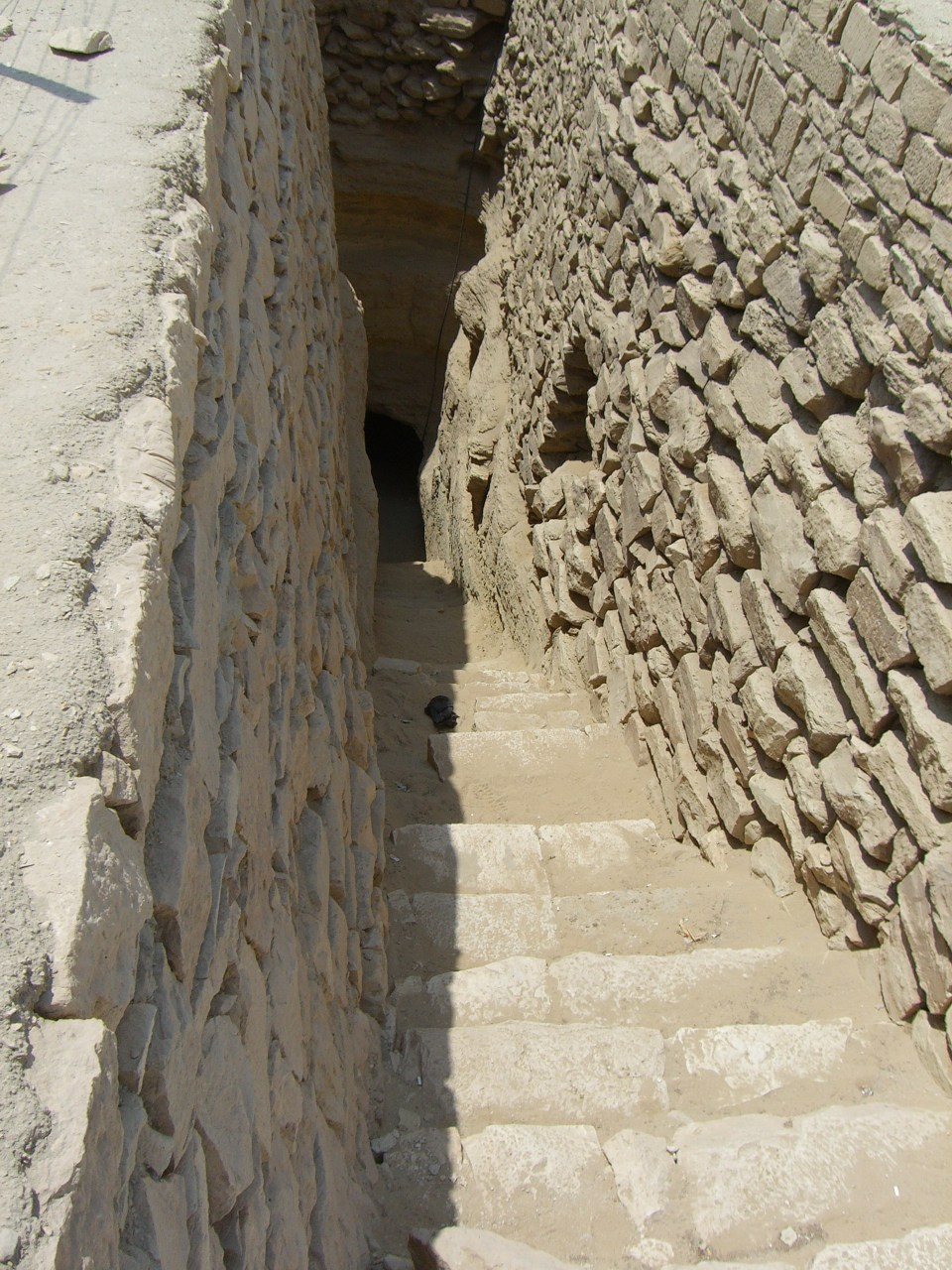
Zugang zum Unterbau im Totentempel
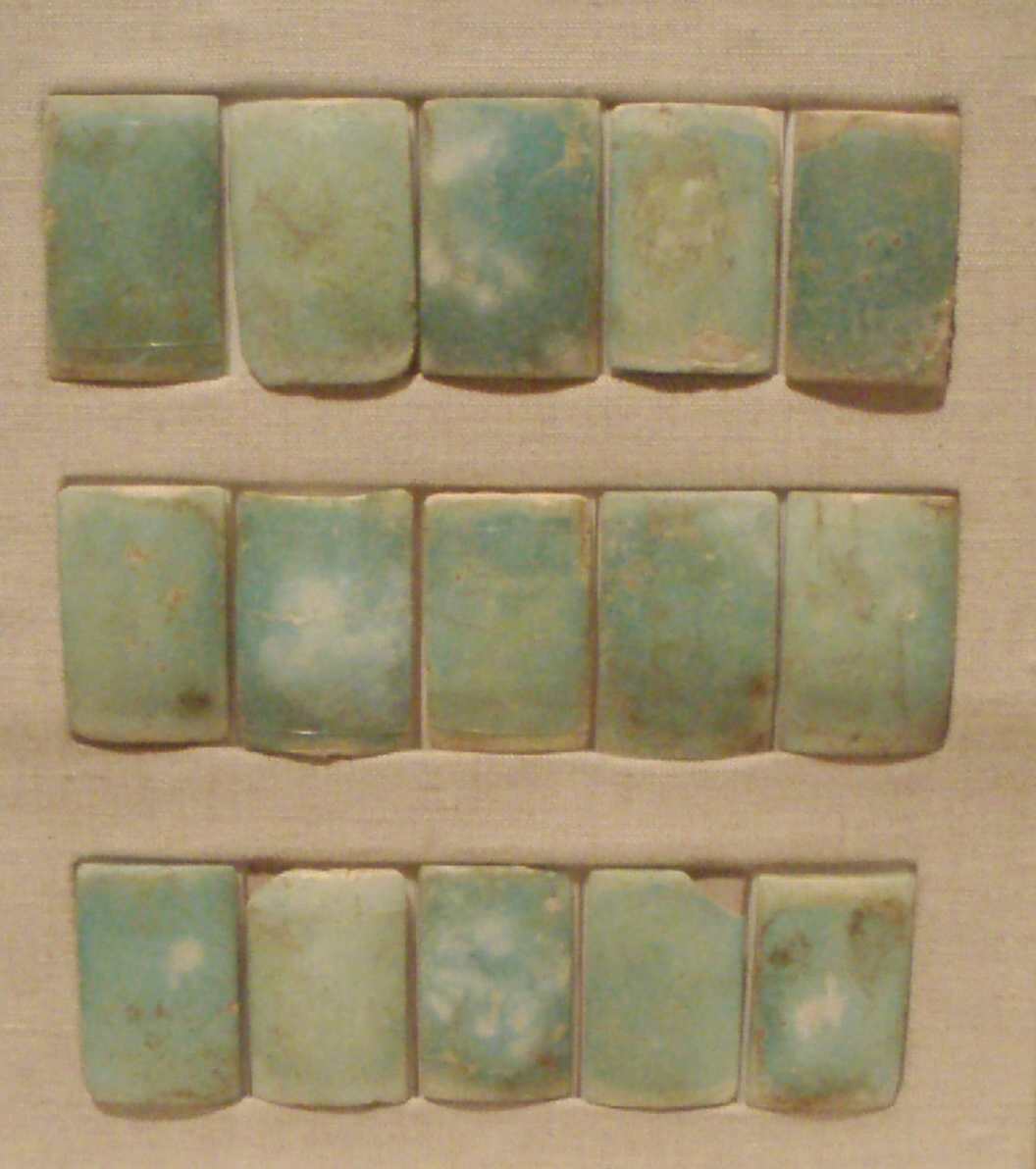
Blaue Fayence-Kacheln aus dem Unterbau der Djoser-Pyramide im Museum of Fine Arts in Boston
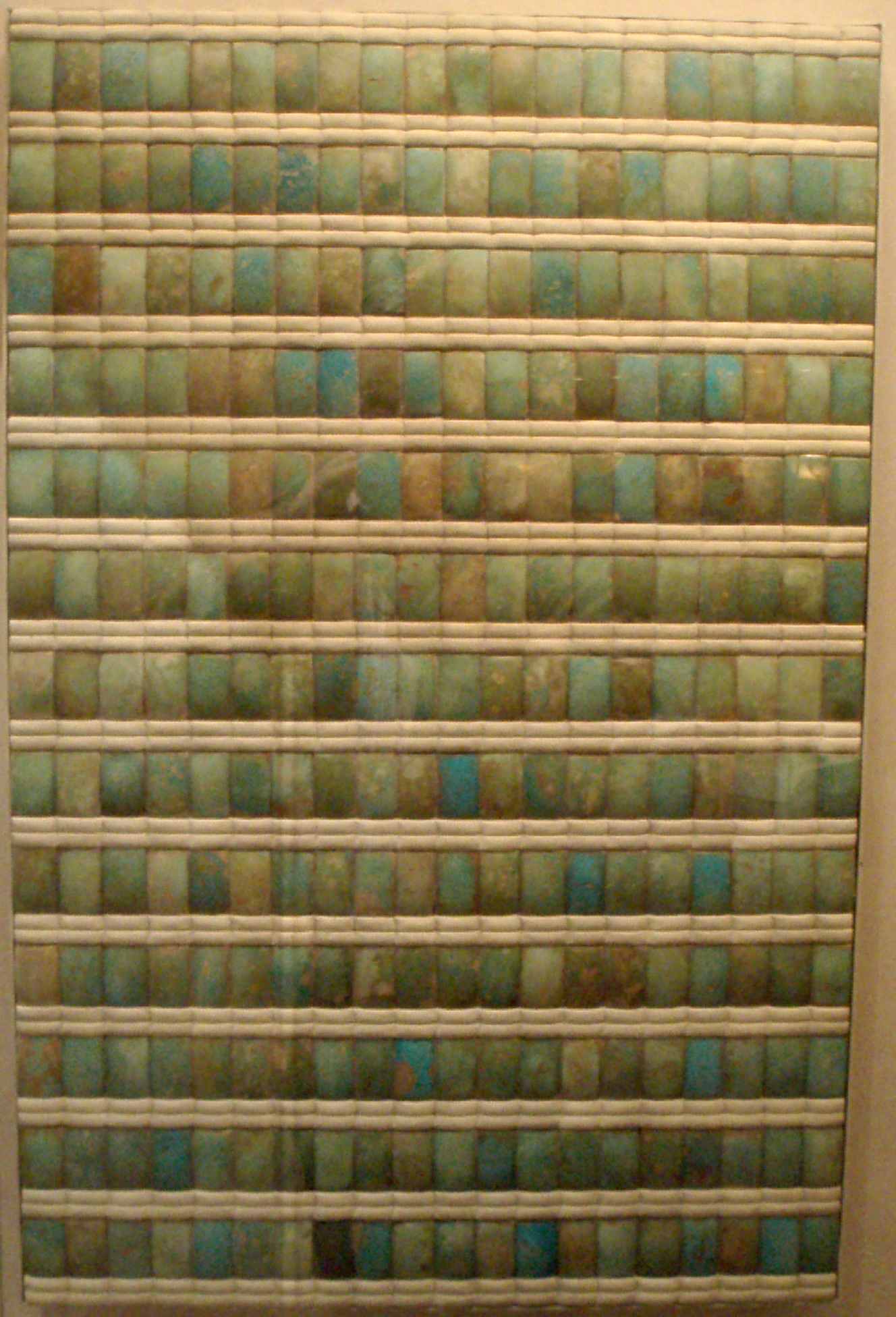
Blaue Fayence-Kacheln aus dem Unterbau der Djoser-Pyramide im Metropolitan Museum of Art in New York

Die zweite Unterbau-Struktur besteht aus den elf Ostgalerien. In der zweiten Bauphase der Mastaba (M2) wurden an der Ostseite elf je 30 m tiefe Schächte gegraben, von denen jeweils ein Galeriegang in westlicher Richtung unterhalb des eigentlichen Unterbaus verläuft. Die Gänge wurden von den Ausgräbern von Norden nach Süden durchnummeriert. Die mittleren Galerien sind jeweils nach außen gebogen, so dass der Bereich des Zentralschachts des primären Unterbaus gemieden wird. Die ersten fünf Schächte (I–V) dienten der Bestattung von Familienangehörigen des Pharaos und wurden bereits in antiker Zeit geplündert. Es wurden in den Gängen zwei Alabaster-Sarkophage sowie Fragmente von weiteren Sarkophagen und Grabbeigaben gefunden.
Die verbleibenden Schächte waren jedoch unversehrt und enthielten etwa 40.000 Steingefäße (etwa aus Travertin, Diorit, Gabbro und Schiefer), die durch Inschriften als Grabbeigaben aus der 1. und 2. Dynastie identifiziert wurden. Obwohl durch den Einsturz der Decken zu einem großen Teil zerbrochen, bilden diese Gegenstände eine wichtige Quelle zur Kunst der frühdynastischen Periode. Möglicherweise handelt es sich um eine Neubestattung von Grabbeigaben aus von Djoser restaurierten, beschädigten alten Gräbern. Der Grund, warum diese Gefäße, nicht jedoch andere Grabbeigaben, in Galerien des Djosergrabs umgesetzt wurden, ist bislang nicht geklärt.

## Der Pyramidenkomplex

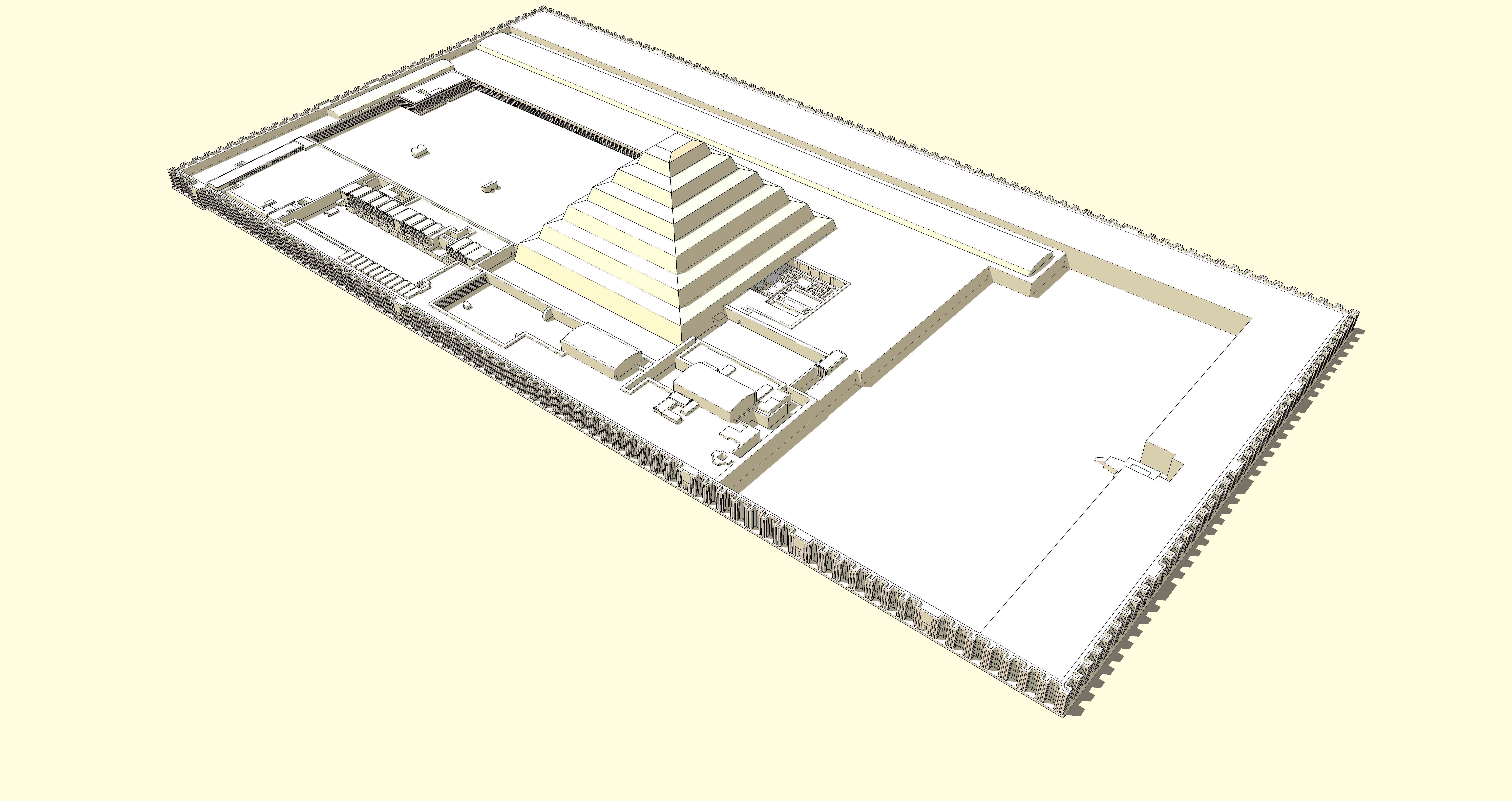
Rekonstruktion des Komplexes (Ansicht von Nordosten)

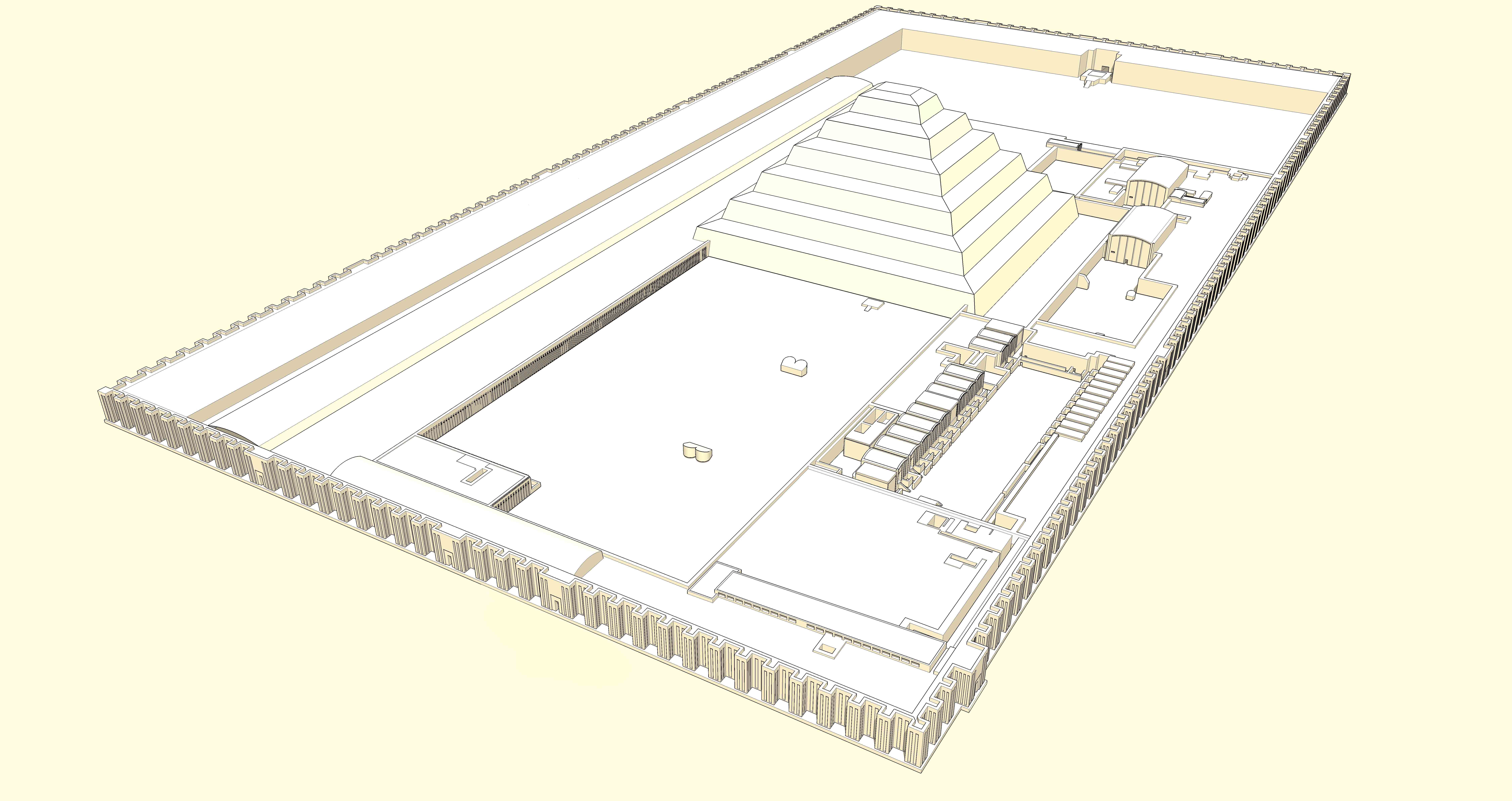
Rekonstruktion des Komplexes (Ansicht von Südosten)

Der Pyramidenkomplex der Djoser-Pyramide ist der größte aller ägyptischen Pyramiden und umfasst circa 15 Hektar. Bei der Ausführung der Elemente des Komplexes wurden einige in funktionaler Architektur ausgeführt, andere aber in einer sogenannten fiktionalen Architektur. Während erstere Bauten vermutlich eine Funktion in der Begräbniszeremonie hatten, dienten letztere dem Ka des Pharaos im Nachleben. Dabei genügte es, dass das Äußere der Elemente das korrekte Aussehen hatte, während das Innere vernachlässigt werden konnte.
Auffällig ist, dass bestimmte Elemente der ägyptischen Architektur, die in der diesseitigen Architektur aus vergänglichem Material wie Holz und Schilfmatten bestehen, hier nicht fehlen, sondern ohne Funktion in Stein nachgebildet worden sind.
Der Pyramidenkomplex ist, ebenso wie die Pyramide, in zwei Bauphasen errichtet worden. Die Ausmaße des ursprünglich, kleineren Pyramidenbezirks sind anhand von Mauerfundamenten nördlich der Pyramide zu erkennen. Im Osten war diese erste Bauphase vermutlich im Bereich der Westmassive begrenzt.
Im Folgenden werden die Elemente der Anlage beschrieben.
| Elemente des Pyramidenkomplexes | |
|                                 | 1. Stufenpyramide 2. Südgrab 3. Sed-Fest-Hof und -Kapellen 4. Tempel T 5. Südhof 6. Südpavillon 7. Nordpavillon 8. Totentempel 9. Westgalerien 10. Eingangskolonnade 11. Nordhof 12. Nordgalerien 13. Treppengräber 14. Serdab 15. Nordaltar |

### Großer Graben

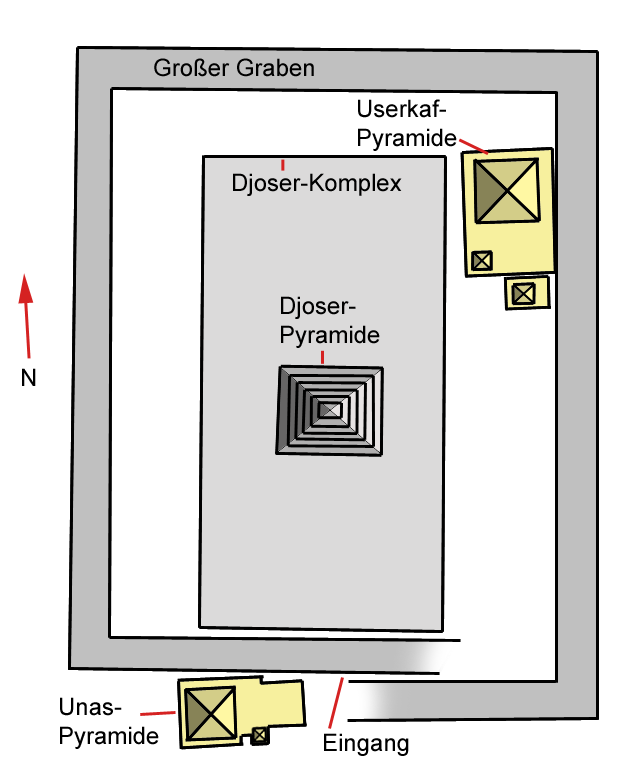
Lage des großen Grabens (Bauten der 5. Dyn. gelb)

Der gesamte Bezirk ist außerdem von einem großen, 40 m breiten Graben umschlossen. Dieser erreicht in nord-südlicher Richtung eine Ausdehnung von 750 m. Die Tiefe des Grabens ist nicht bekannt, da bisherige Ausgrabungen nur bis in eine Tiefe von fünf Metern durchgeführt wurden. Auf der Südseite ist der aus dem Fels gehauene Graben nicht in sich geschlossen, sondern der westliche Flügel ist etwas kürzer, so dass eine Überlappung entsteht. Der Eingang zu dem Komplex erfolgte vermutlich zwischen den Grabenenden. Ein ägyptisches Forscherteam konnte bei Ausgrabungen im südlichen Bereich nachweisen, dass die Wände des Grabens mit Nischen versehen waren. Heute ist der Graben weitgehend verschüttet, aber auf Luftaufnahmen gut erkennbar.
Nach Swelim könnten die Nischen einen symbolischen Ersatz für die Nebengräber der 1. Dynastie darstellen, die die Dienerschaft des verstorbenen Pharaos mit ins Jenseits nahmen.
Neben der symbolischen Funktion ist es möglich, dass der Graben als Steinbruch für das im Pyramidenkomplex verwendete Material diente. Diese Theorie wird dadurch gestützt, dass keine sonstigen Spuren des ausgehobenen Materials gefunden wurden.
Im Zwischenraum zwischen der nordöstlichen Ecke des Grabens und der Mauer des Djoser-Komplexes errichtete Userkaf in der 5. Dynastie seine Pyramide. Direkt westlich vom Eingang erbaute Unas seinen Pyramidenkomplex. Vermutlich war zu dieser Zeit der große Graben bereits weitgehend verschüttet.

### Mauer

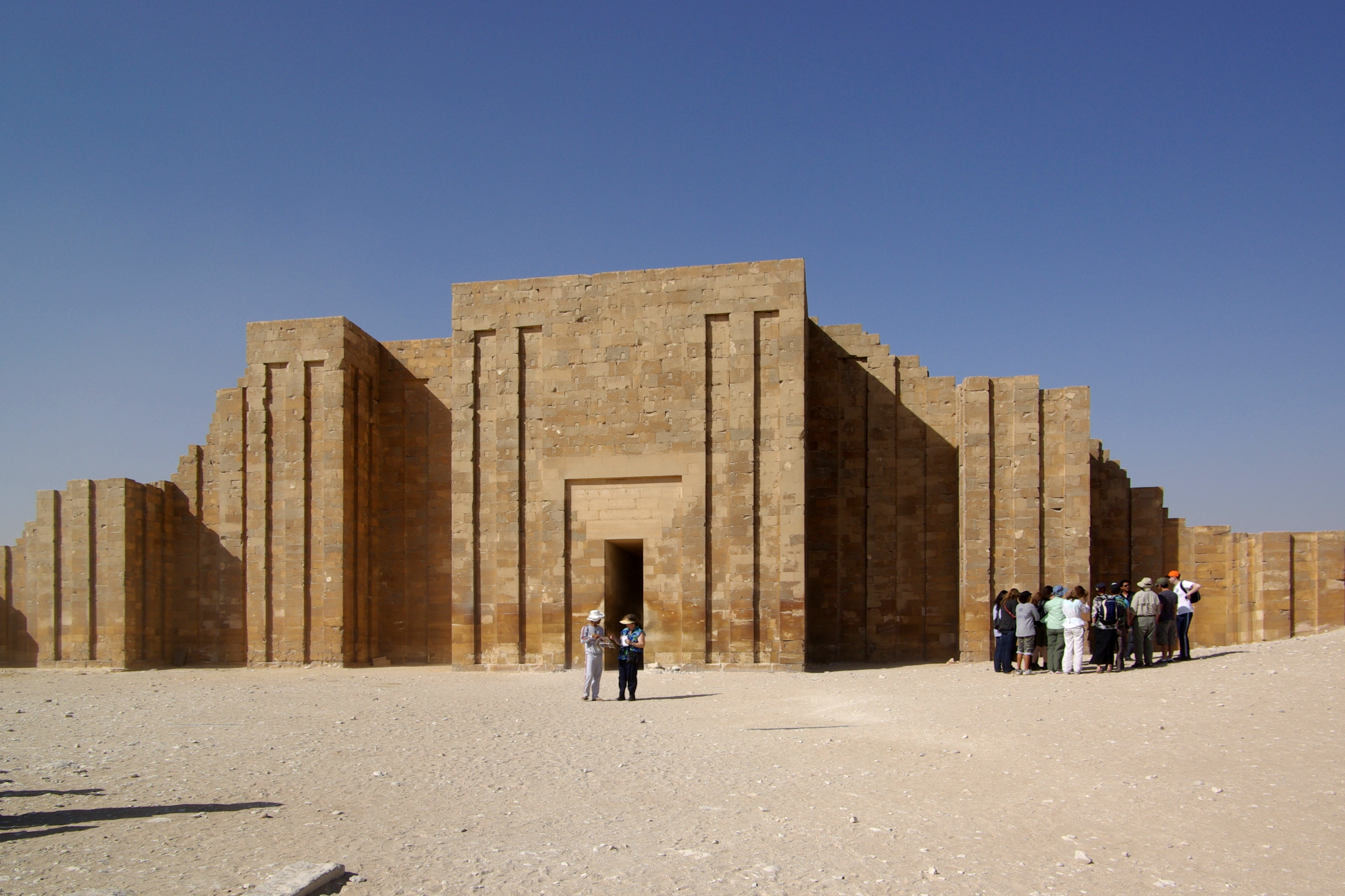
Rekonstruierter Eingangsbereich mit Umfassungsmauer

Der Grabbezirk ist von einer 1645 m langen und ca. 10,5 m hohen Kalksteinmauer in Palastfassadenarchitektur umgeben, die durch Nischen und 14 Scheintore gegliedert ist. Wie bei den Talbezirken in Abydos liegt der eigentliche Eingang zum Grabbezirk in der Südostecke der Umfassungsmauer. Die Mauer schließt ein Gebiet von 15 ha ein und hat somit eine Fläche, die einer größeren Stadt der damaligen Zeit entspricht. In nordsüdlicher Richtung beträgt die Ausdehnung 545 m, in ostwestlicher Richtung 278 m.
Die Mauer besteht aus einem Kern von lose verlegtem Mauerwerk, das auf der Außenseite vollständig und auf der Innenseite teilweise mit feinem Kalkstein verkleidet ist. Alle vier Meter ragt eine ebenso breite Bastion aus der Mauer hervor. Die Bastionen um den Eingang und die Scheintore sind breiter. Auf der Nord- und Südseite befinden sich je drei Scheintore, vier auf der Westseite und vier Scheintore sowie der echte Eingang auf der Ostseite.
Die Mauer unterscheidet sich von den Einfriedungen der Talbezirke in Abydos, ähnelt aber denen der archaischen Mastabas in Sakkara. Nach Lauer könnte die Mauer eine Nachbildung des Palasts in der damaligen Hauptstadt Inebu-Hedj (Weiße Mauern) gewesen sein, was aber noch nicht bestätigt werden konnte, da dieser Palast bislang nicht gefunden wurde. Einige andere Ägyptologen vermuten, dass es sich dabei um eine Nachbildung eines unterägyptischen Palasts aus Lehmziegeln handeln könnte, da die Bausteine der Mauer ähnliche Größen wie die typischen Lehmziegel haben.

### Eingangsbereich

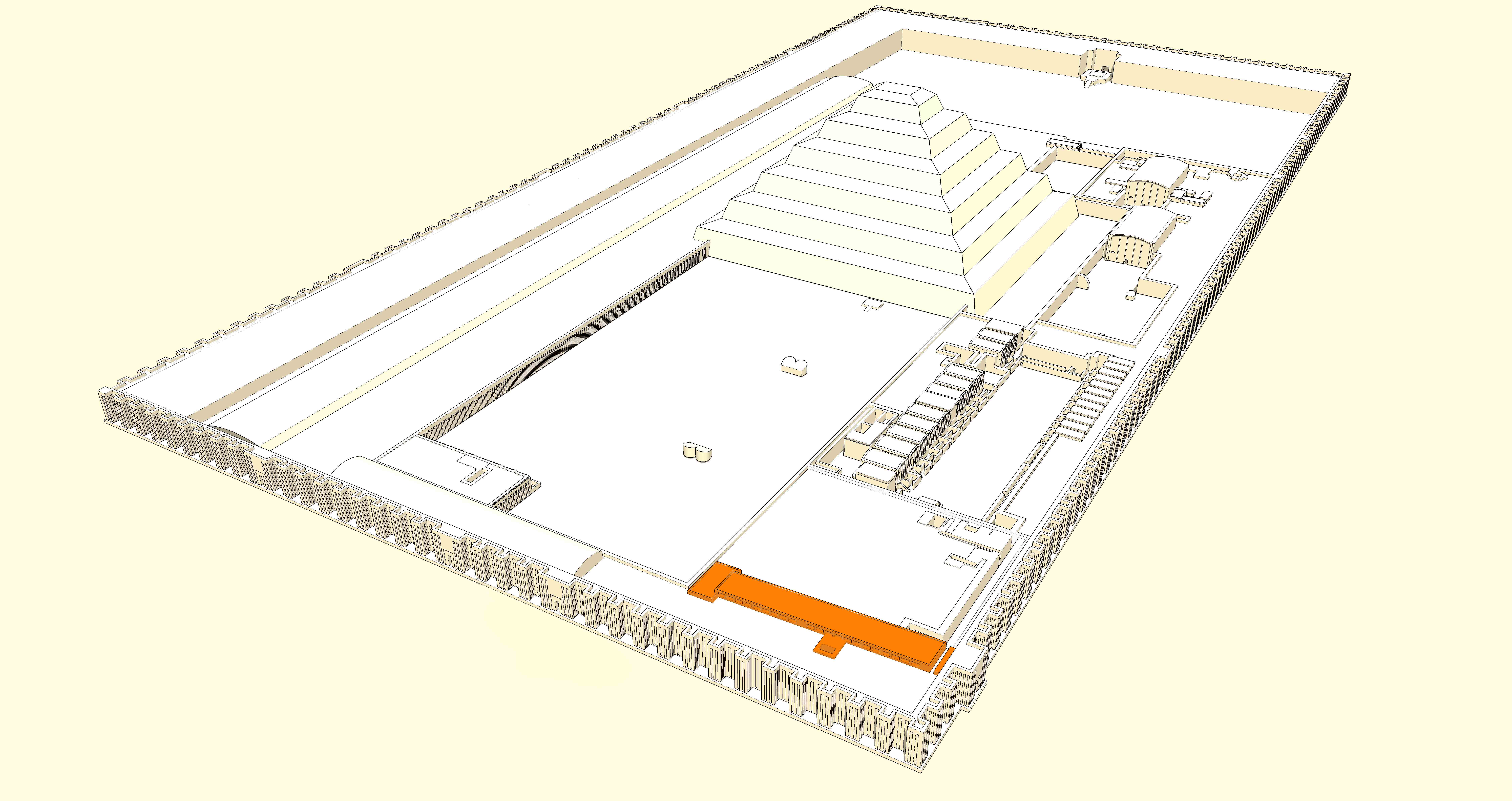
Positionen des Eingangs und der Kolonnade

Der Eingangsbereich setzt sich aus dem Eingangstor, der Kolonnade und dem Portikus zum Hof zusammen.
Die Kolonnade ist nicht exakt in ost-westlicher Richtung ausgerichtet, was darauf zurückgeführt wird, dass sie entlang eines nicht mehr vorhandenen „schiefen“ Gebäudes errichtet wurde, das sich zwischen der Südmauer und der Kolonnade befand. Insgesamt 20 Säulenpaare bilden die Kolonnade. Die etwa sechs Meter hohen Kalksteinsäulen waren jeweils aus mehreren kürzeren Segmenten zusammengesetzt. Offenbar nicht auf die alleinige Tragfähigkeit der Säulen vertrauend waren diese mit der dahinterliegenden Wand verbunden. Die Oberfläche der Säulen imitiert Pflanzenmaterial; nach Lauer könnten Bündel aus Schilfrohr in der damaligen Zeit leichte Dächer getragen haben oder nach Ricke Palmblattrippen, die als Schutz auf Lehmziegelbauten verwendet wurden. Die Kolonnade unterteilt sich zwischen dem zwölften und dreizehnten Säulenpaar in zwei unterschiedlich lange Bereiche. Zwischen den Säulen und den Wänden finden sich 24 Nischen, die nach Ansicht einiger Ägyptologen Kapellen für die Provinzen des Reichs darstellen könnten.
Im Westen endet die Kolonnade in einem Portikus zum Südhof, der von vier kürzeren Säulen gebildet wird. An den Portikussäulen fanden sich noch die Überreste von roter Farbe.
Die Untersuchung des Bereichs ergab, dass er nicht in einem Schritt, sondern in mehreren Baustufen errichtet wurde. Ebenfalls wurden dort Statuenfragmente Djosers gefunden, deren Inschriften den Horusnamen Netjerichet sowie den Namen Imhoteps bezeugen, wodurch die Erbauer belegt sind.
Lauer rekonstruierte den Eingangsbereich in den Jahren 1946 bis 1956.

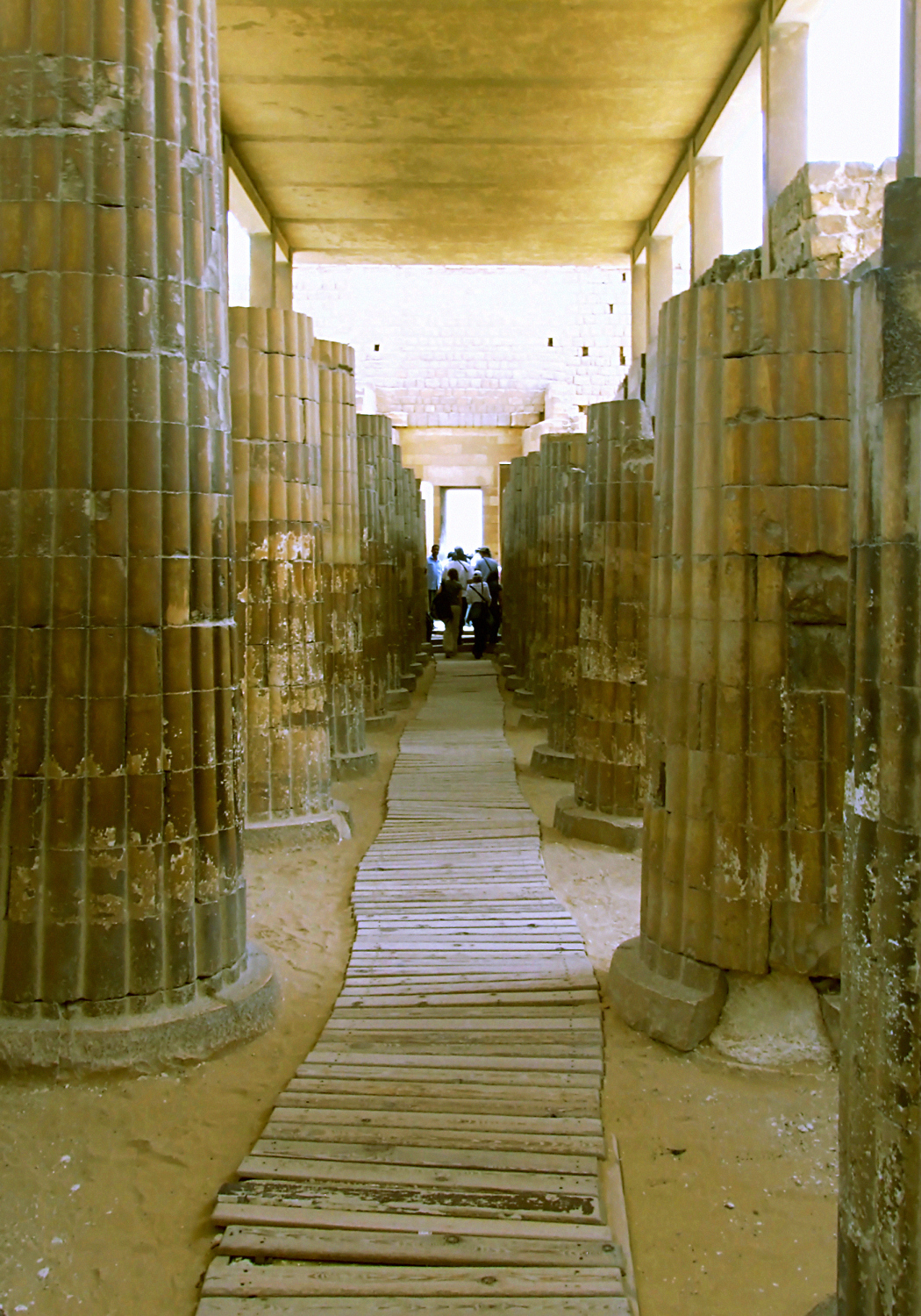
Steinsäulen im Kolonnadenbereich
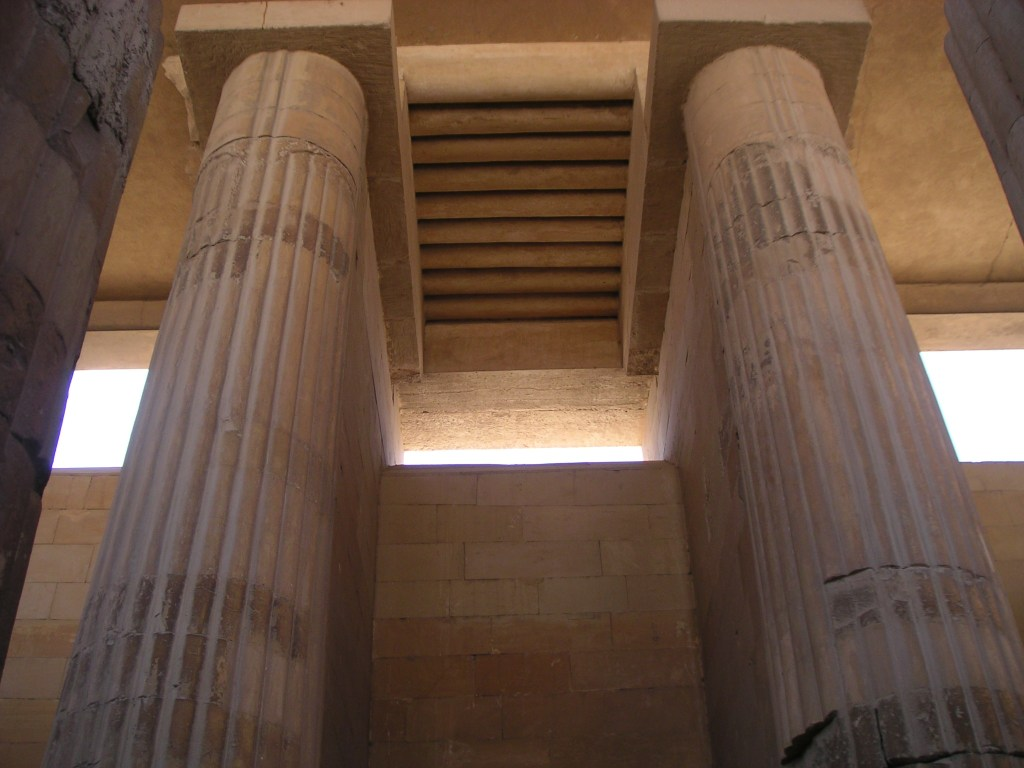
Nische zwischen den Kolonnadensäulen mit Teilen des ursprünglichen Dachs
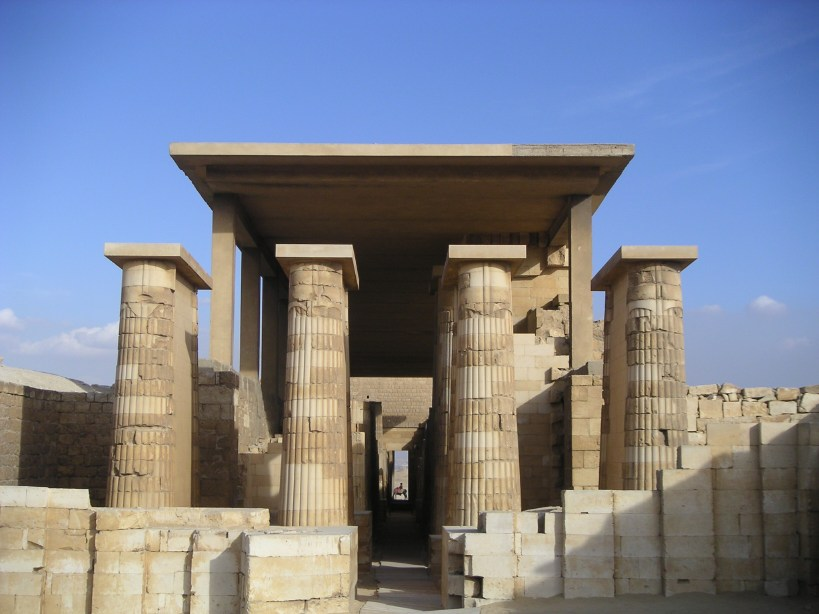
Westportikus der Eingangskolonnade vom Süd-Hof gesehen

### Südgrab

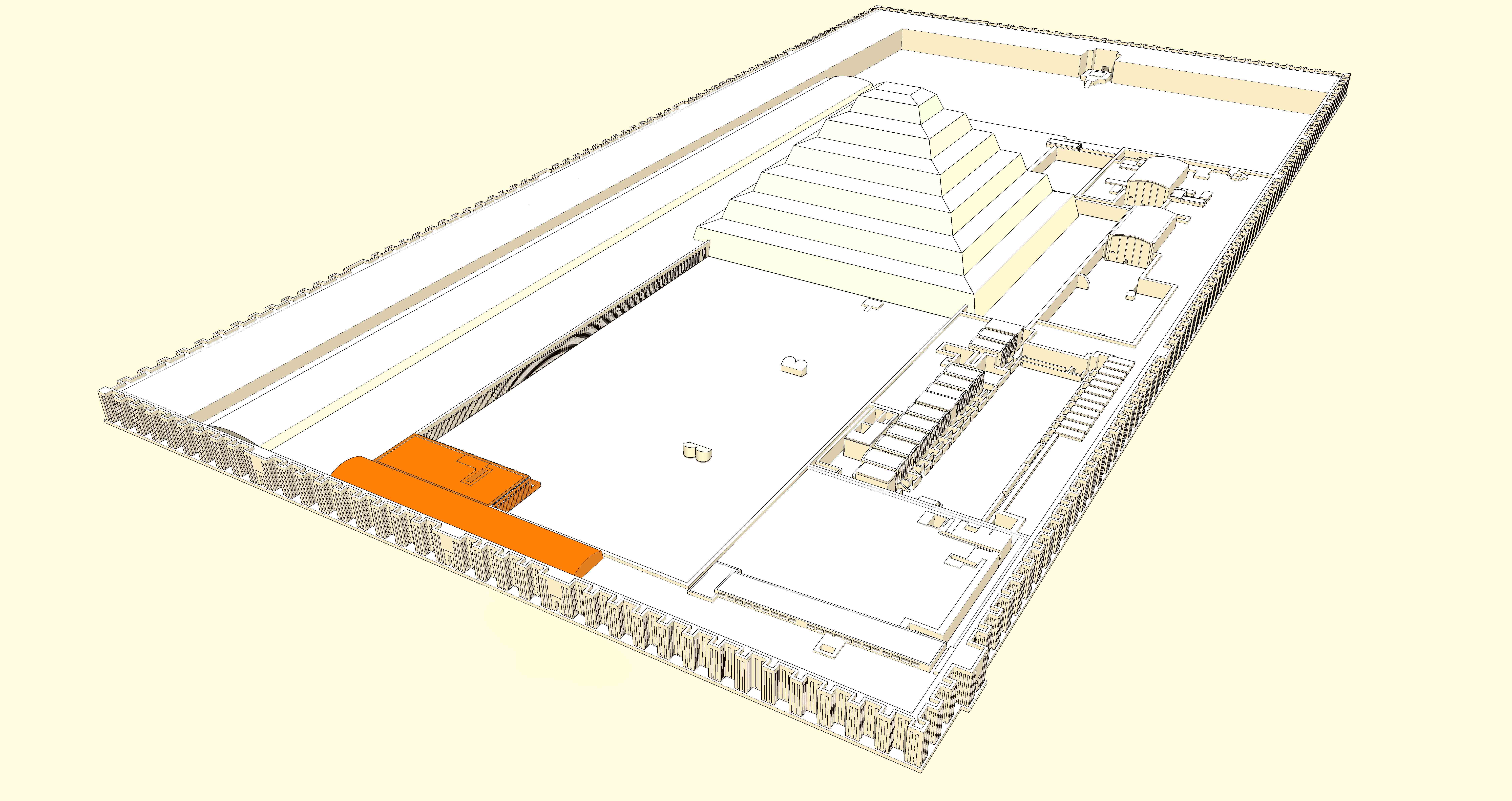
Position des Südgrabs

Das Südgrab stellt eines der rätselhaftesten Elemente des Djoser-Pyramidenkomplexes dar. Der Aufbau besteht aus einem massiven, länglichen mastabaähnlichen Block aus Kalksteinmauerwerk an der Südseite des Hofs. Rechtwinklig zum Mastabaoberbau schließt sich im Nordwesten eine Kult-Kapelle an, die an die Westmassive angrenzt. Deren zum Hof sichtbaren Fassaden sind mit Nischen versehen und durch einen Kobra-Fries verziert.

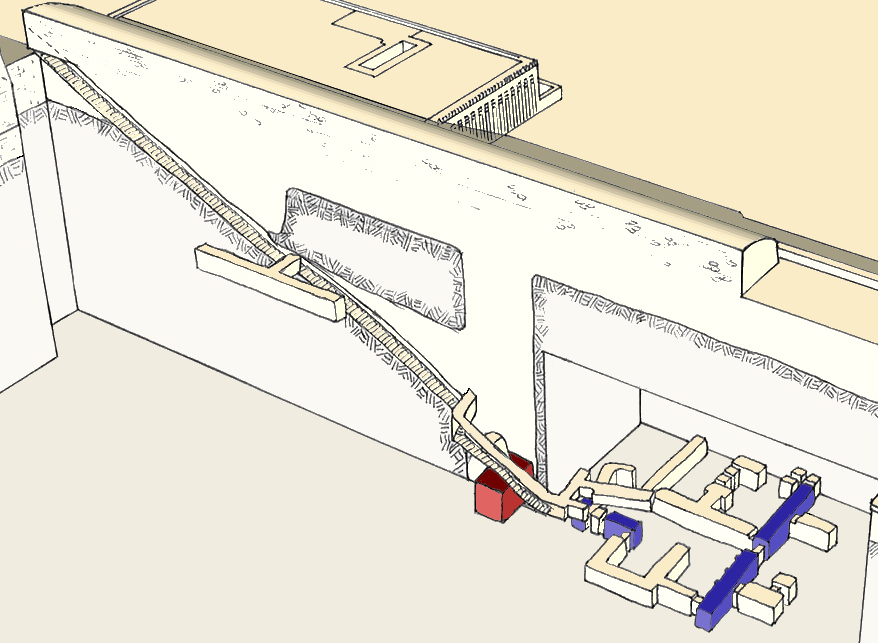
Unterbau des Südgrabs
Dunkelrot: Grabkammer
Blau: Blau geflieste Kammern

Der Unterbau des Südgrabs stellte eine leicht verkleinerte und vereinfachte Version des Unterbaus des Hauptgrabs dar, allerdings mit einer Ost-West-Ausrichtung. Ein absteigender Gang führt zu einer Grabkammer aus Rosengranit, die als eine verkleinerte Kopie der Hauptgrabkammer erscheint. Die Länge der Kammer beträgt 1,6 m. Der Manövrierraum über der Kammer ist hier erhalten. Der absteigende Gang führt weiter in eine Galerie, die ebenfalls wie im Hauptgrab teilweise mit blauen Fayencekacheln versehen war. Es existieren dort auch drei Scheintüren mit Türrollen, auf denen jeweils der Pharao bei Szenen des Sed-Festes dargestellt ist.
Die Bedeutung des Südgrabs ist noch unklar. Nach Firth und Edwards könnte es sich um ein provisorisches Grab handeln, aber auch ein symbolisches Ka-Grab ist laut Ricke und Jéquier denkbar. Mit letzter Möglichkeit würde das Südgrab einen Vorläufer der späteren Kultpyramiden darstellen. Ob eine Bestattung im Südgrab stattgefunden hat, ist nicht geklärt.

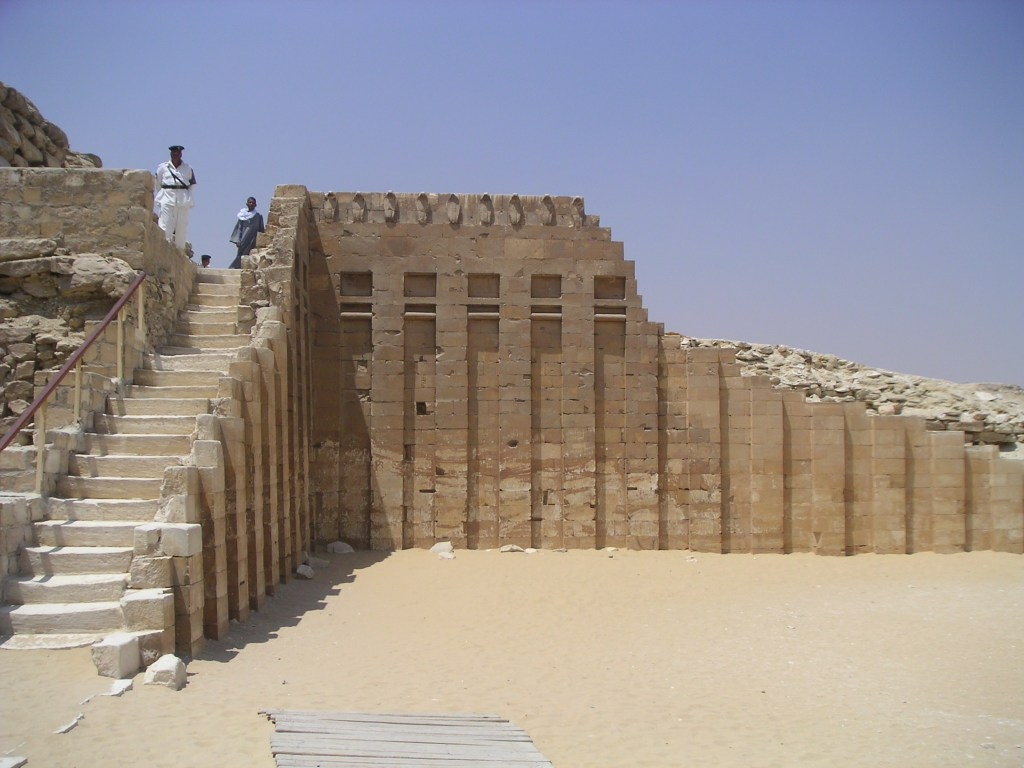
Nischenwand mit Kobrafries der Kapelle des Südgrabs
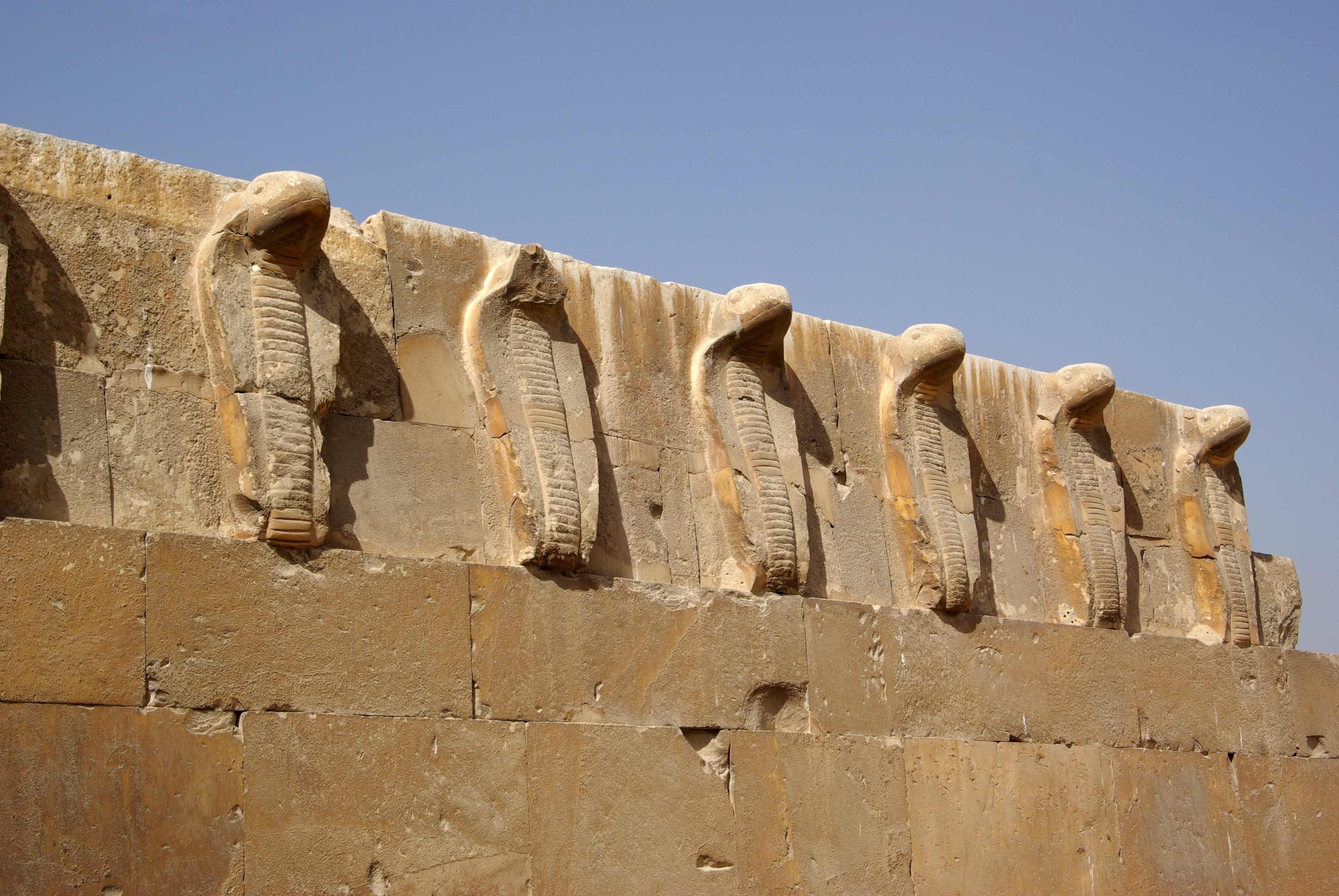
Kobrafries der Kapelle des Südgrabs
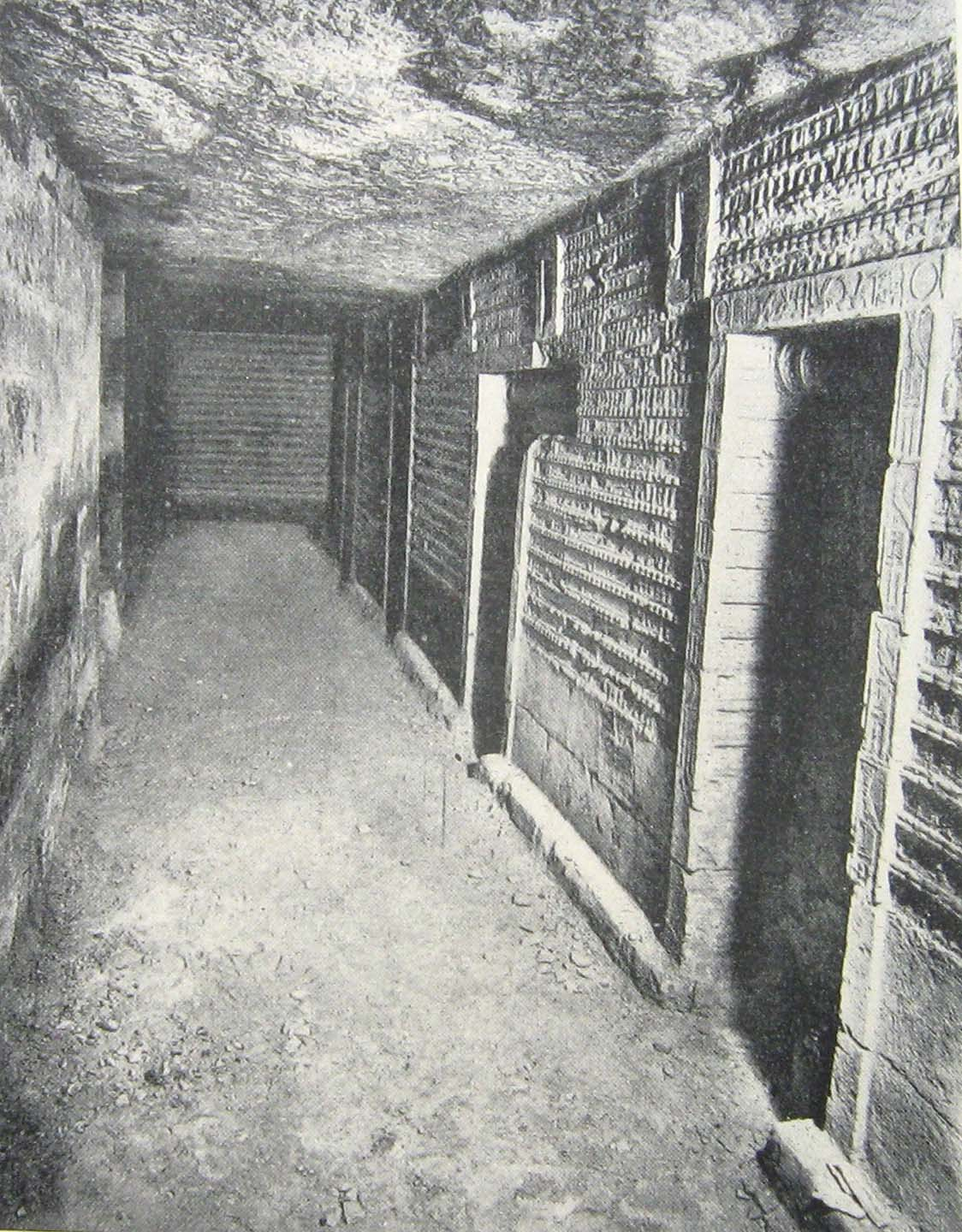
Blaue Kammern des Südgrabs

### Südhof

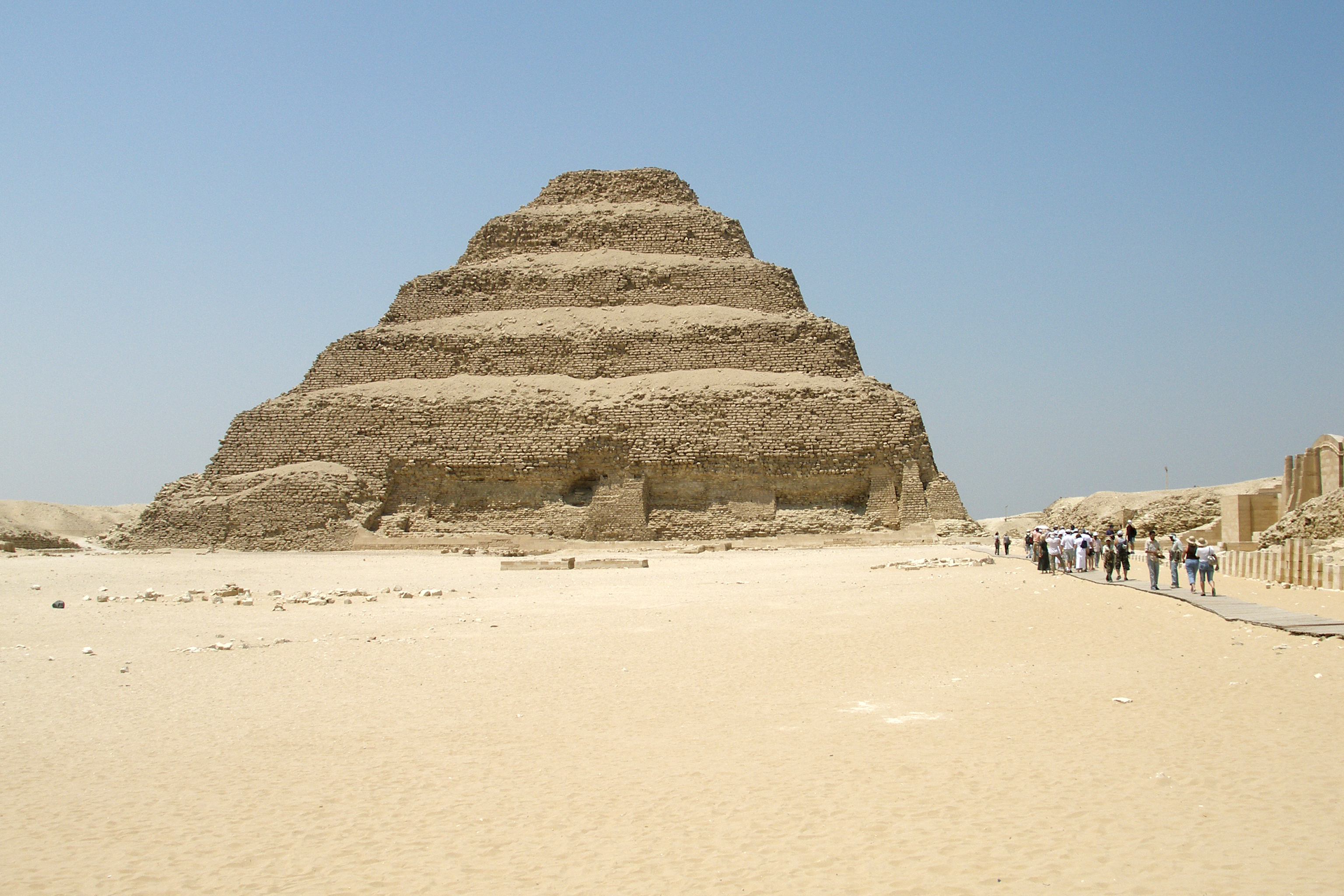
Blick über den Südhof

Der Südhof bildet das größte freie Areal im Djoser-Komplex. Einige wenige Bauten sind dort zu finden. Im Norden, direkt an der Pyramide befindet sich ein Altar. In der nordöstlichen Ecke sind die Überreste eines kleinen Tempels zu finden. Auf der Fläche des Hofs befanden sich zwei Kalksteinbauten mit „B“-förmigem Grundriss. Der Zweck dieser Objekte ist bislang ungeklärt, es könnte jedoch ein Zusammenhang zum symbolischen Lauf des Sed-Fests (Heb-Sed) bestehen.
Im Bereich des Südhofs wurde bei Ausgrabungen ein Kalksteinblock gefunden, dessen Inschrift die Restaurierung des Komplexes in der 19. Dynastie durch Chaemwaset, einen Sohn Ramses II., bezeugt. Zahlreiche Bauten und Denkmäler der Nekropolen bei Memphis weisen Inschriften auf, die auf eine Renovierung durch diesen Prinzen hinweisen.

### Sed-Fest-Hof

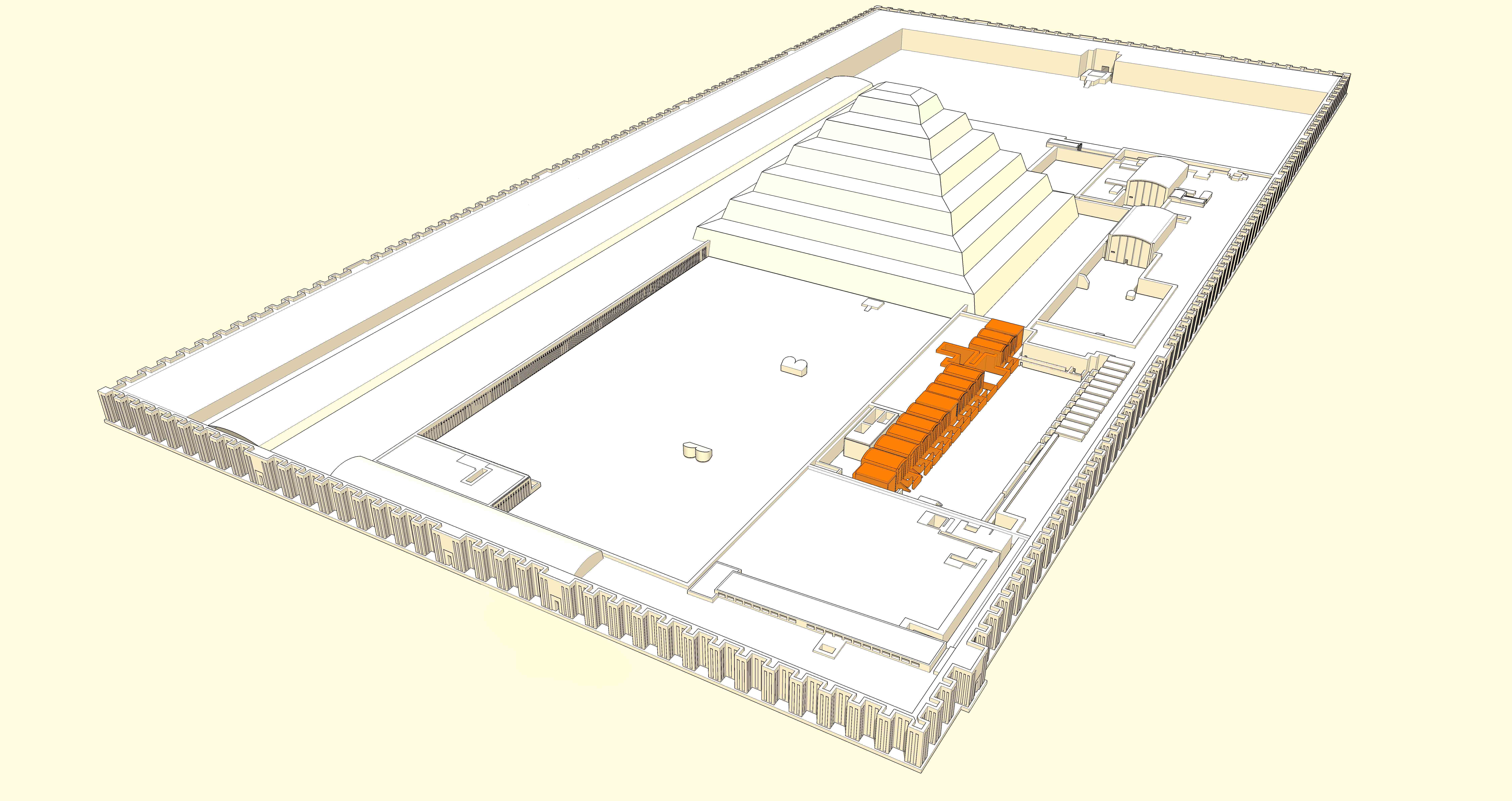
Position der Kapellen auf dem Sed-Fest-Gelände

Auf der südöstlichen Seite des Komplexes befindet sich ein Areal, das dem Sed-Fest zugeordnet wird, welches die Regierungsfähigkeit des Pharaos zeremoniell demonstriert. An der Westseite des rechteckigen Hofs befinden sich dreizehn Kapellen, die in zwei verschiedenen Ausführungen errichtet wurden. Der Seh-netjer-(Gottesschatten)-Typ hat ein flaches Dach und halbrunde Erhebungen an den Kanten. Am Ansatz zum Dach findet sich die Nachahmung von herausragenden Palmblättern. Der Per-wer-Typ hat ein rundes Dach und als Pilaster ausgeführte Säulen an der Fassade. Einige der Kapellen haben Scheintüren. An der Ostseite des Hofs befinden sich zwölf weitere Kapellen, die jedoch kleiner sind. Alle Kapellen sind als Scheinarchitektur ausgeführt. Das deutet darauf hin, dass sie nicht für eine tatsächliche Verwendung im Rahmen von Sed-Festen, sondern zur jenseitigen Verwendung im Rahmen des Herrscherkultes gedacht waren, wodurch dem toten Herrscher das Feiern von Sed-Festen in aller Ewigkeit ermöglicht werden sollte. Einige der Kapellen wurden vollständig rekonstruiert.

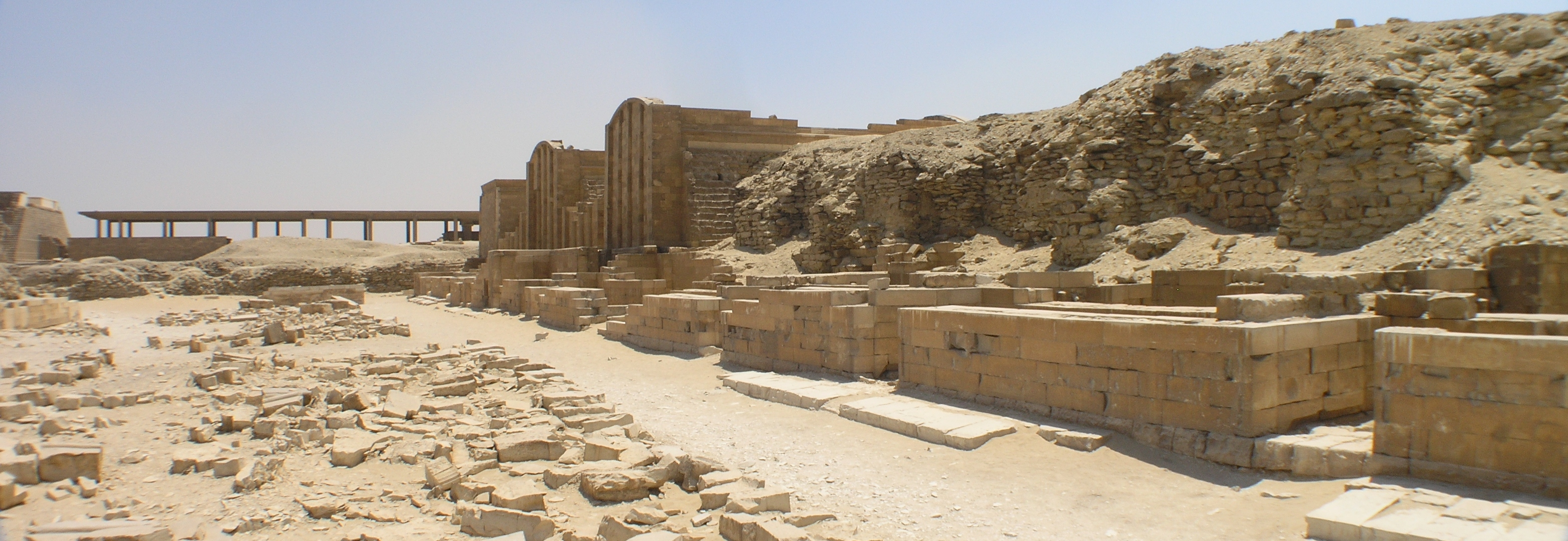
Blick über den Sed-Fest-Hof von Norden auf die westliche Seite
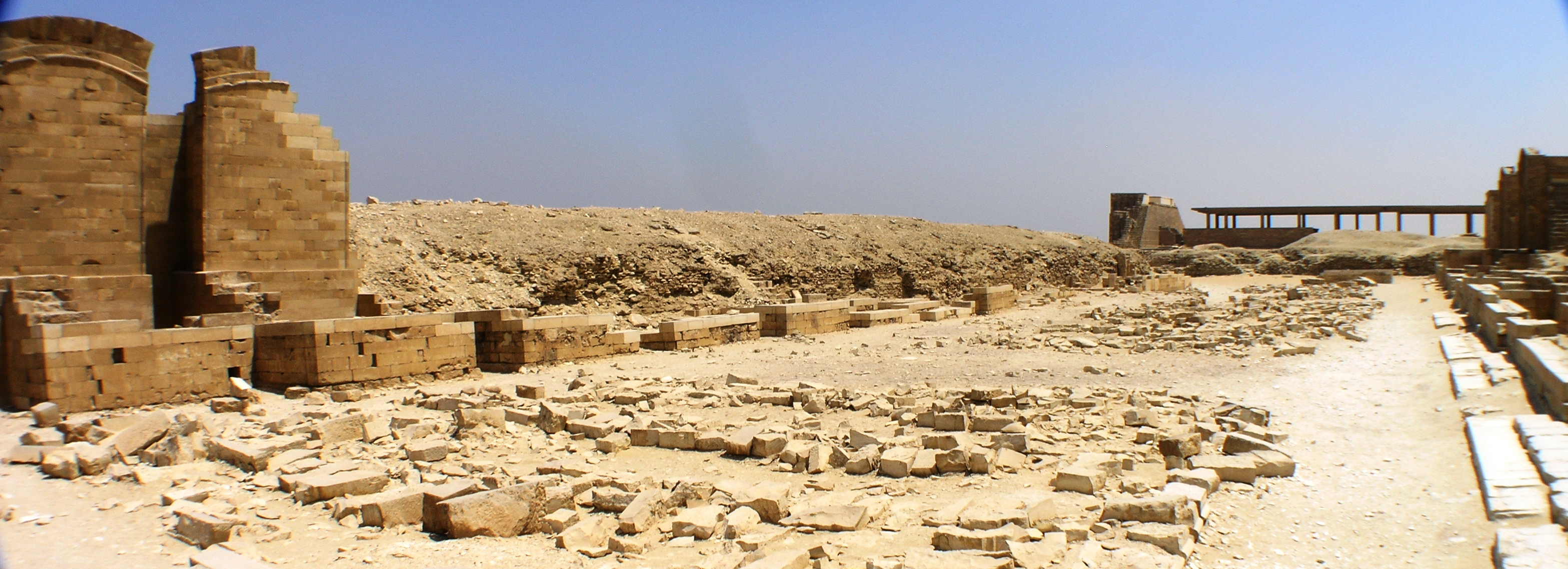
Blick über den Sed-Fest-Hof von Norden auf die östliche Seite mit den östlichen Kapellen
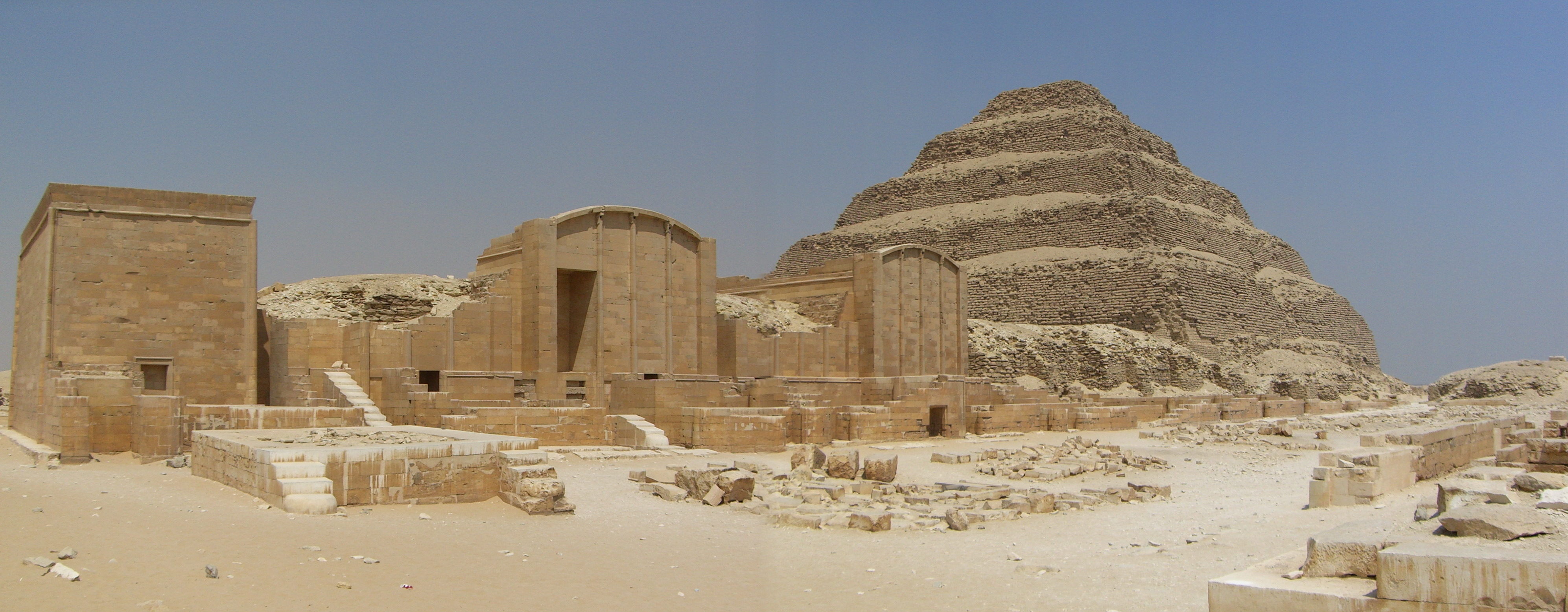
Ansicht des Sed-Fest-Hofs mit den westlichen Kapellen
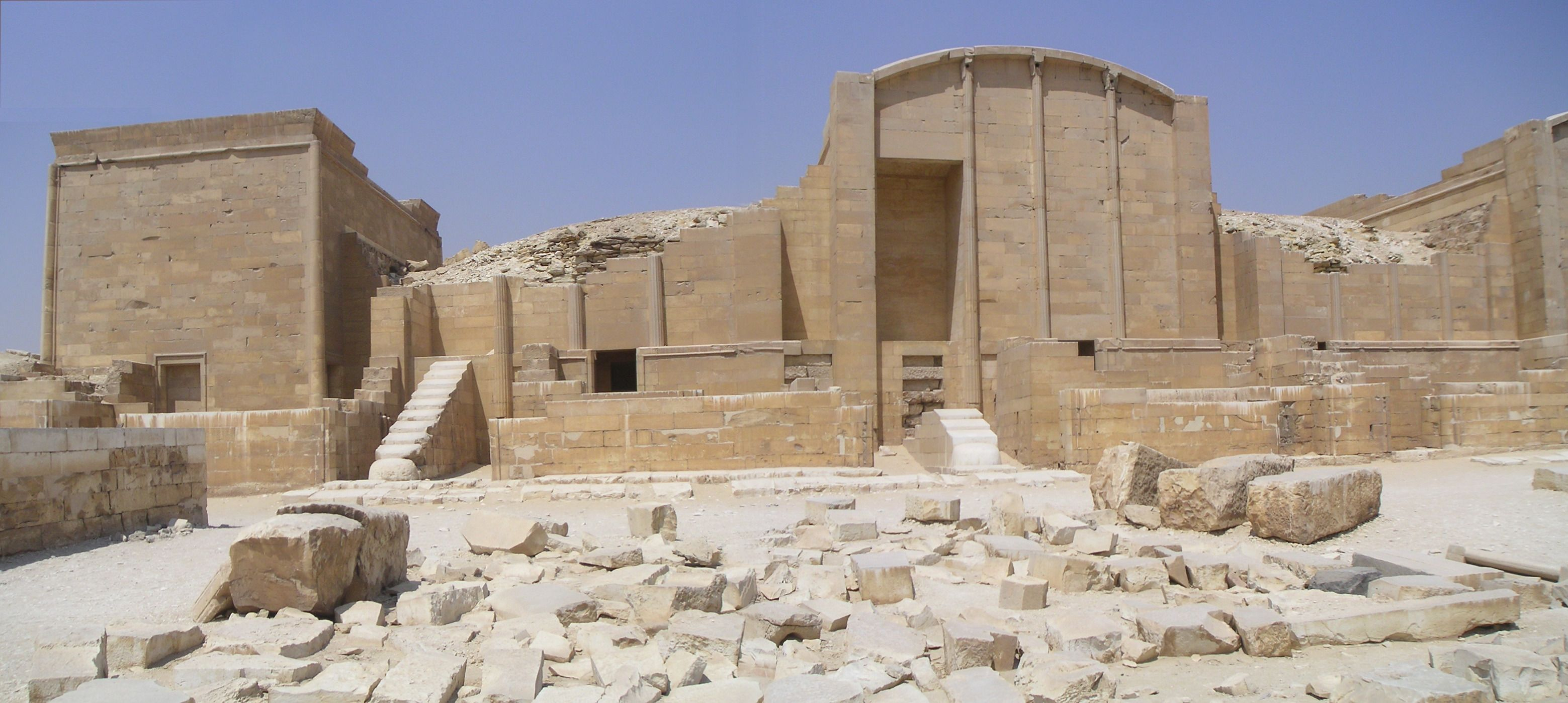
Sed-Fest-Kapellen der Westseite (Seh-netjer-Typ links und Per-uer-Typ rechts)

### Tempel «T»

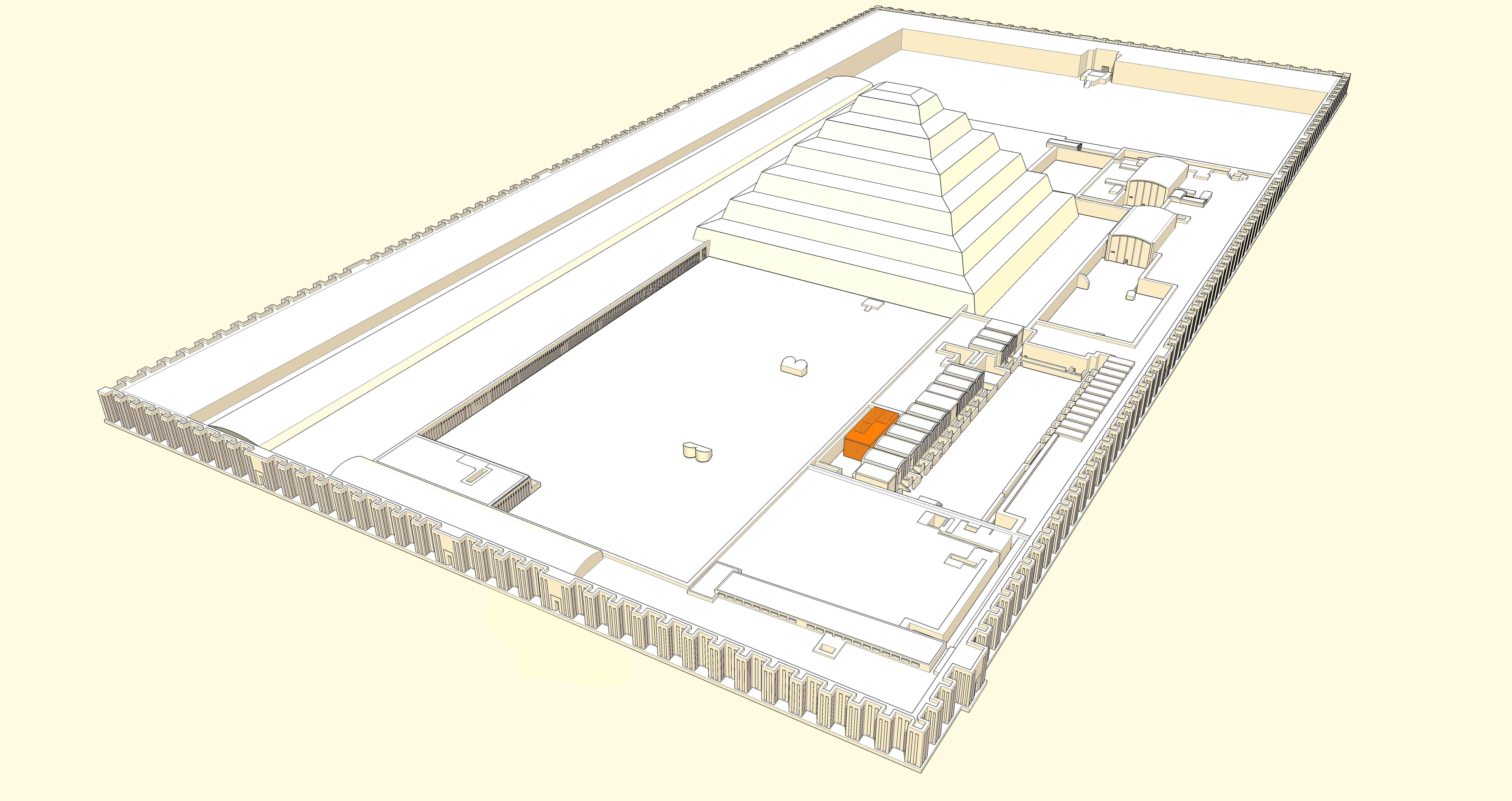
Position des Tempels T

Der sich zwischen den Sed-Fest-Kapellen und dem Südhof befindliche rechteckige Bau, der von Lauer mit der Arbeitsbezeichnung Tempel «T» versehen wurde, war offenbar ein Tempel, der in die Sed-Fest-Zeremonie einbezogen war. Ähnlich anderen Bauten des Pyramidenkomplexes war hier auch die übliche Lehmziegelbauweise in Stein übertragen worden, wobei es sich hier um eine funktionale Architektur handelte. Der Tempel bestand aus einer Eingangskolonnade, einer Vorkammer, drei Innenhöfen sowie einem Saal mit quadratischem Grundriss. Eingänge zum Tempel befanden sich im Osten und Süden. Die aus Kalksteinplatten bestehende Decke wurde von Säulen getragen.

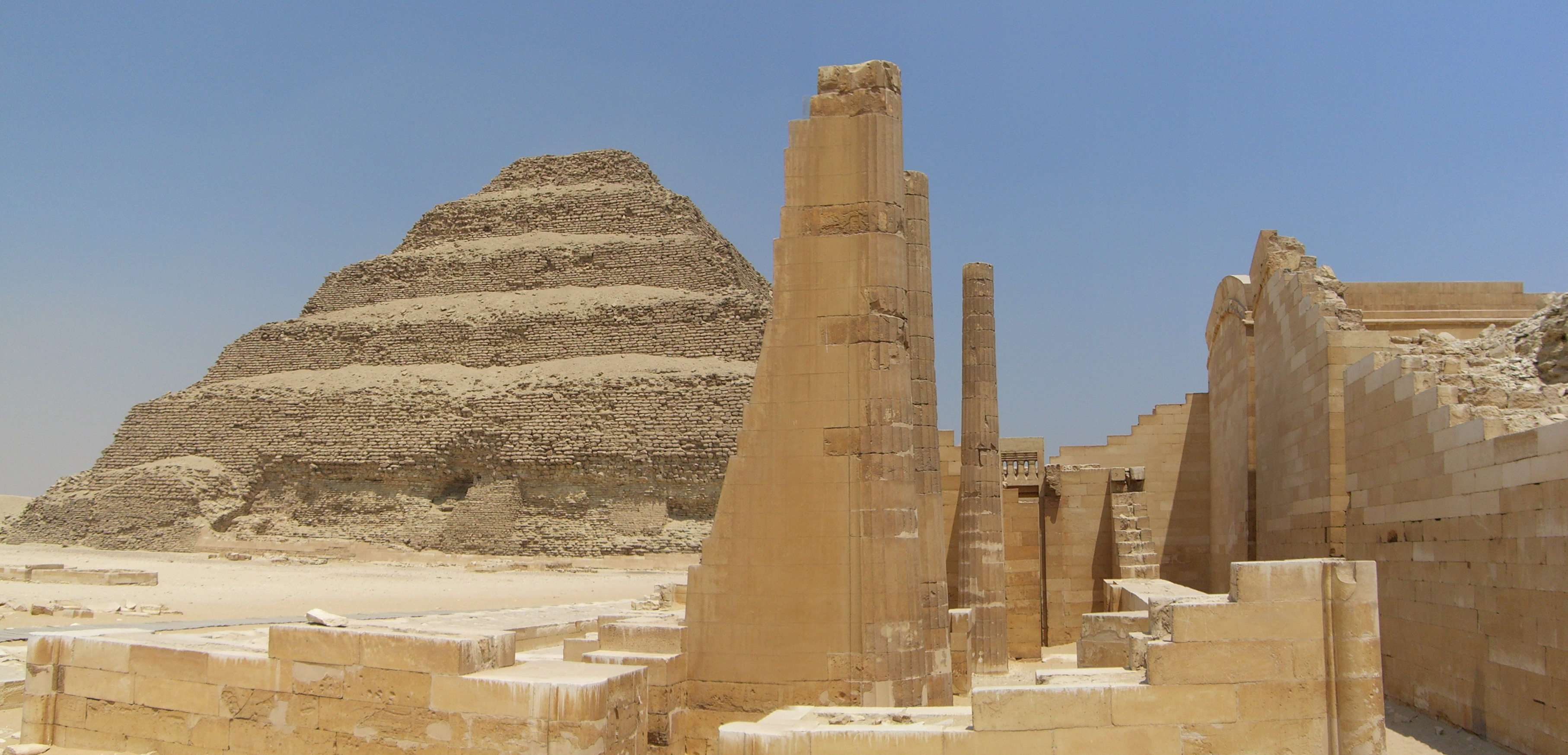
Ruinen des Tempels «T»
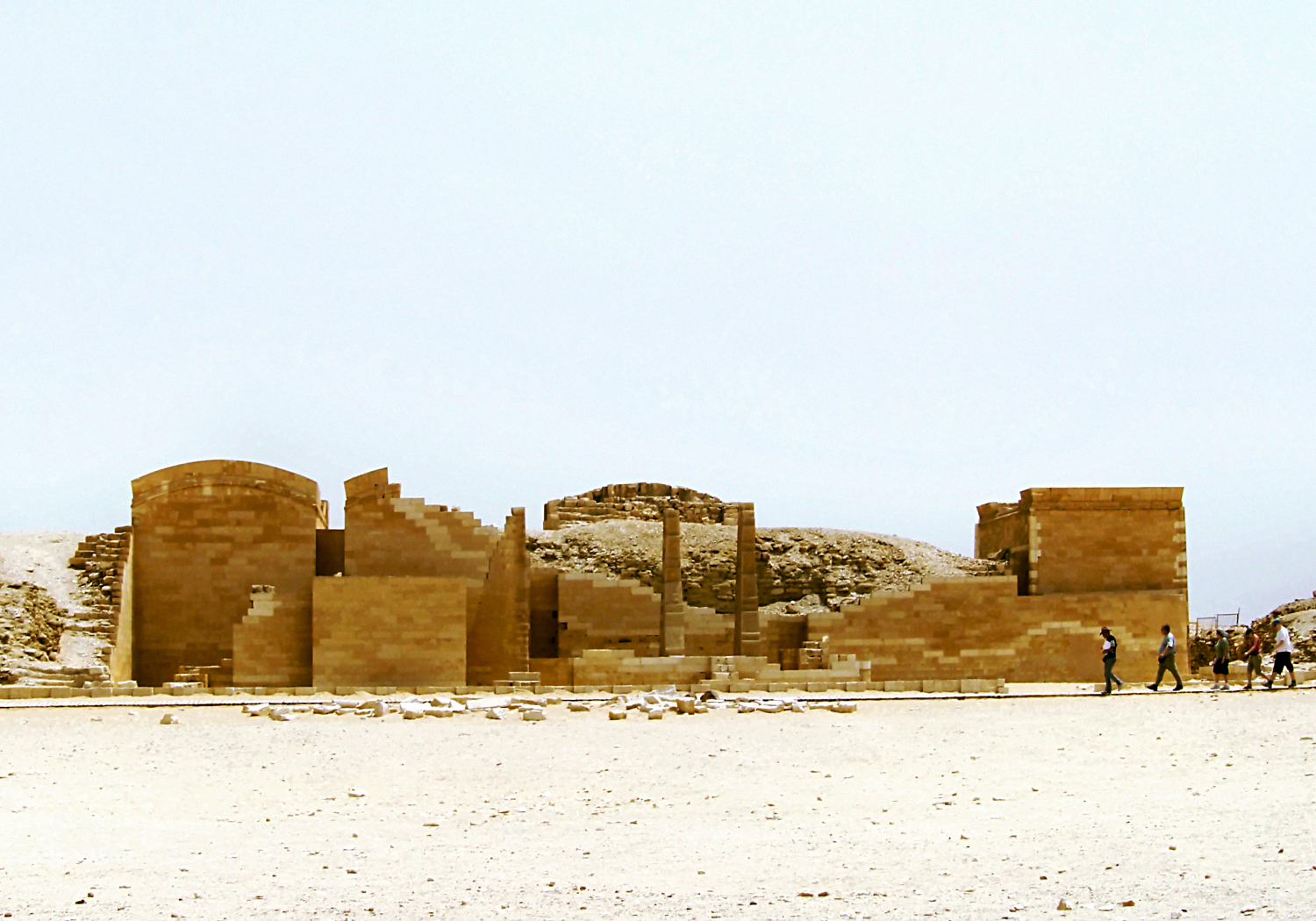
Ruinen des Tempels «T», im Hintergrund die Sed-Fest-Kapellen
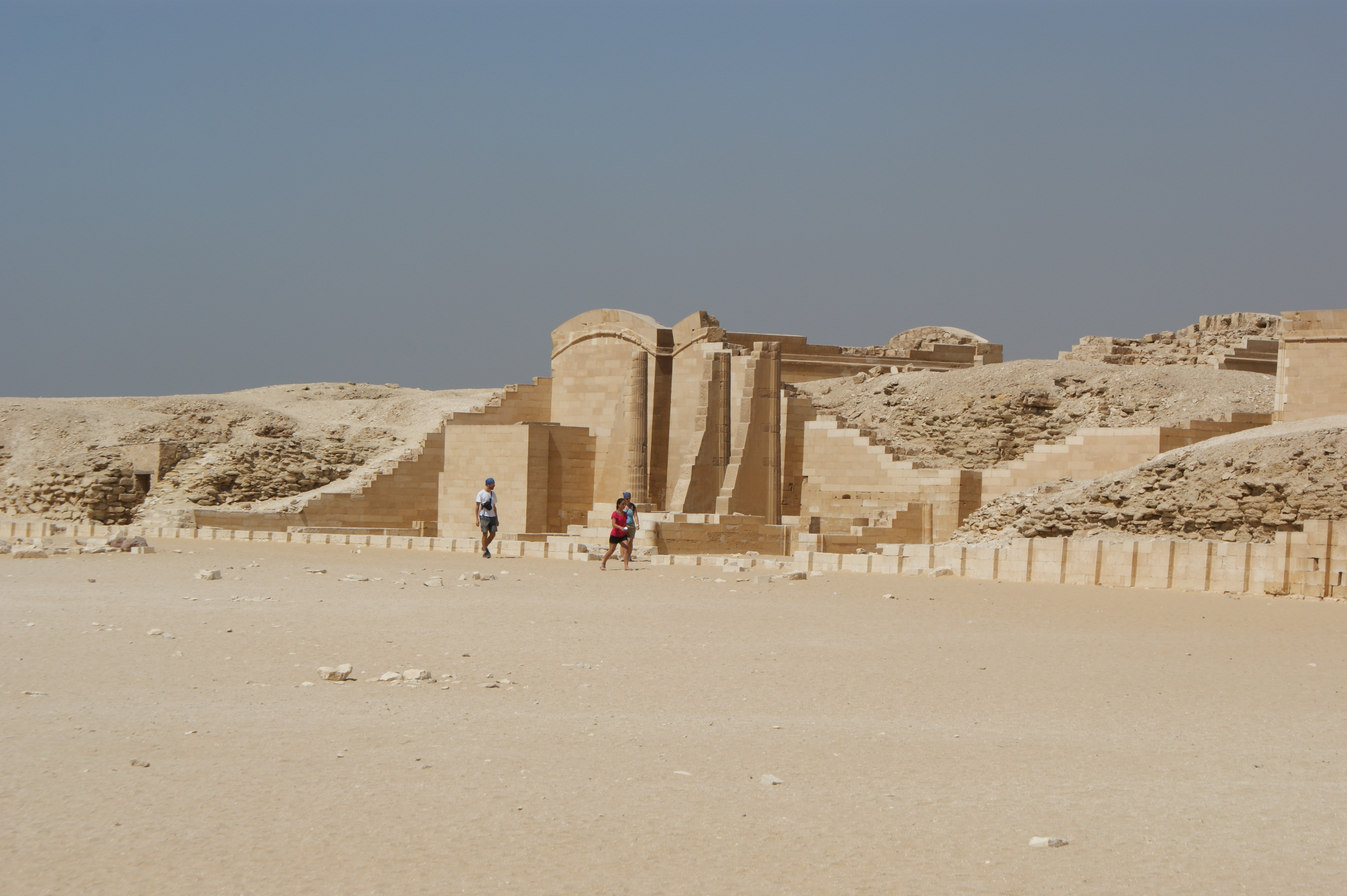
Ruinen des Tempels «T» vor den Sed-Fest-Kapellen

### Totentempel

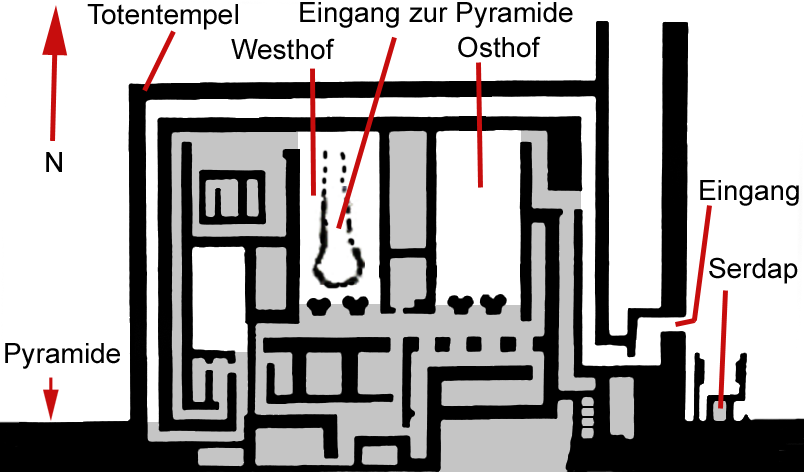
Grundriss des Totentempels

Der Totentempel befand sich auf der Nordseite der Pyramide und bildete das zentrale Element für den Herrscherkult. Er hatte eine ost-westliche Ausrichtung und wurde durch einen Eingang im Südosten betreten, der in Steinbauweise eine geöffnete hölzerne Tür imitierte. Vom Eingang führte ein Portikus aus Doppelsäulen zum inneren Bereich. Der Boden des Tempels war im Vergleich zu den umliegenden Strukturen leicht erhöht.
Zahlreiche Korridore, Galerien und Räume bilden das Innere des Tempels. Die Deutung und Rekonstruktion der verschiedenen Komponenten des Tempels ist schwierig, da er sich in seinem Aufbau deutlich von allen späteren Totentempeln unterscheidet.
Die Tempelstruktur enthielt zwei Höfe, die sich östlich und westlich der Mitte des Tempels befanden. Im westlichen Hof befand sich auch die Zugangstreppe zur Pyramide.
Der Totentempel war vermutlich ursprünglich weiter südlich geplant, musste aber mit der mehrmaligen Vergrößerung der Pyramide weiter nach Norden verlegt werden. Auch war der Totentempel ursprünglich deutlich größer projektiert und die nördlichen Bereiche wurden als Massiv aufgefüllt, vermutlich, um den Tempel nach dem Tod des Pharaos schnell zu vollenden.

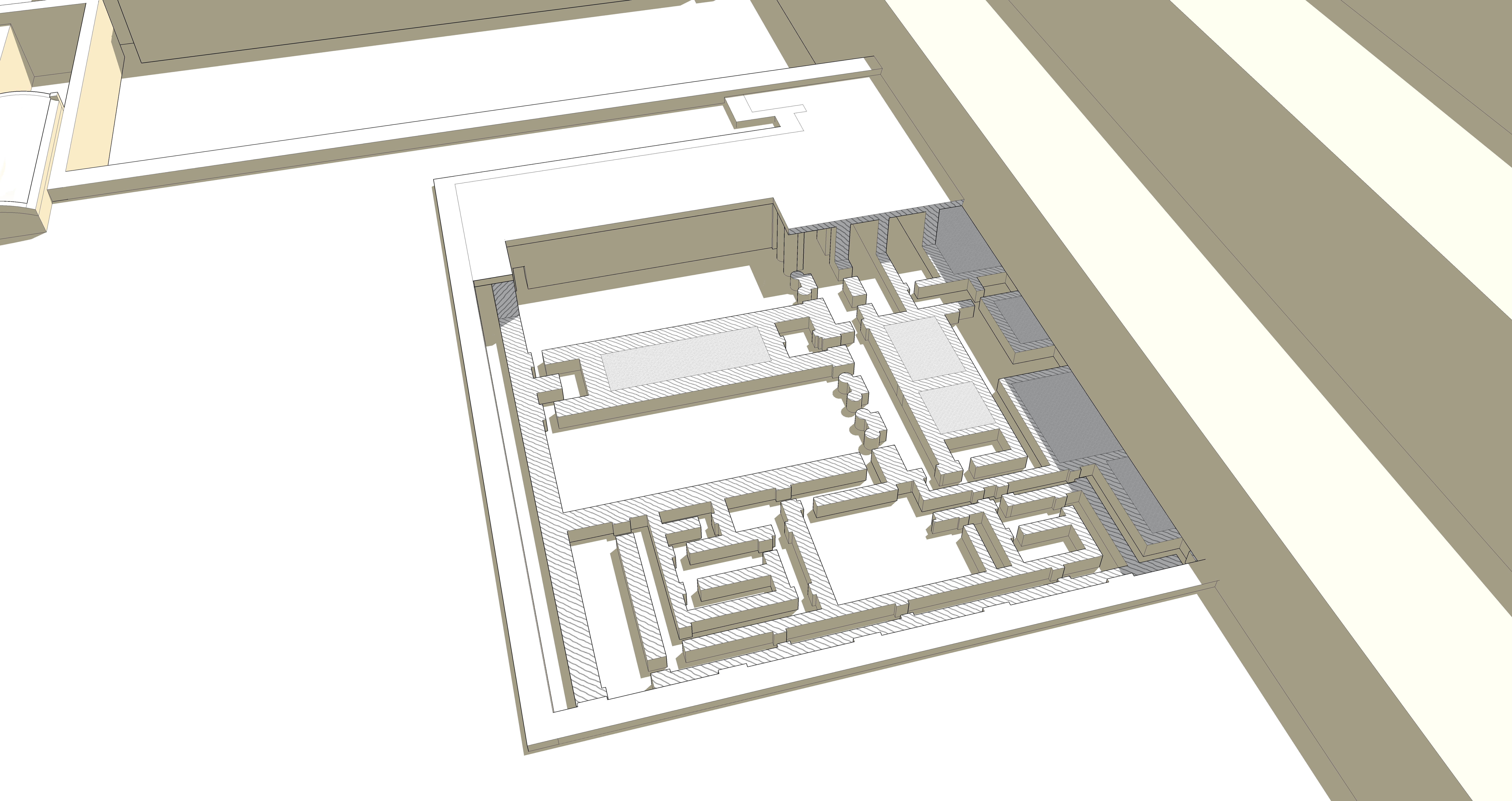
Rekonstruktion des Totentempels
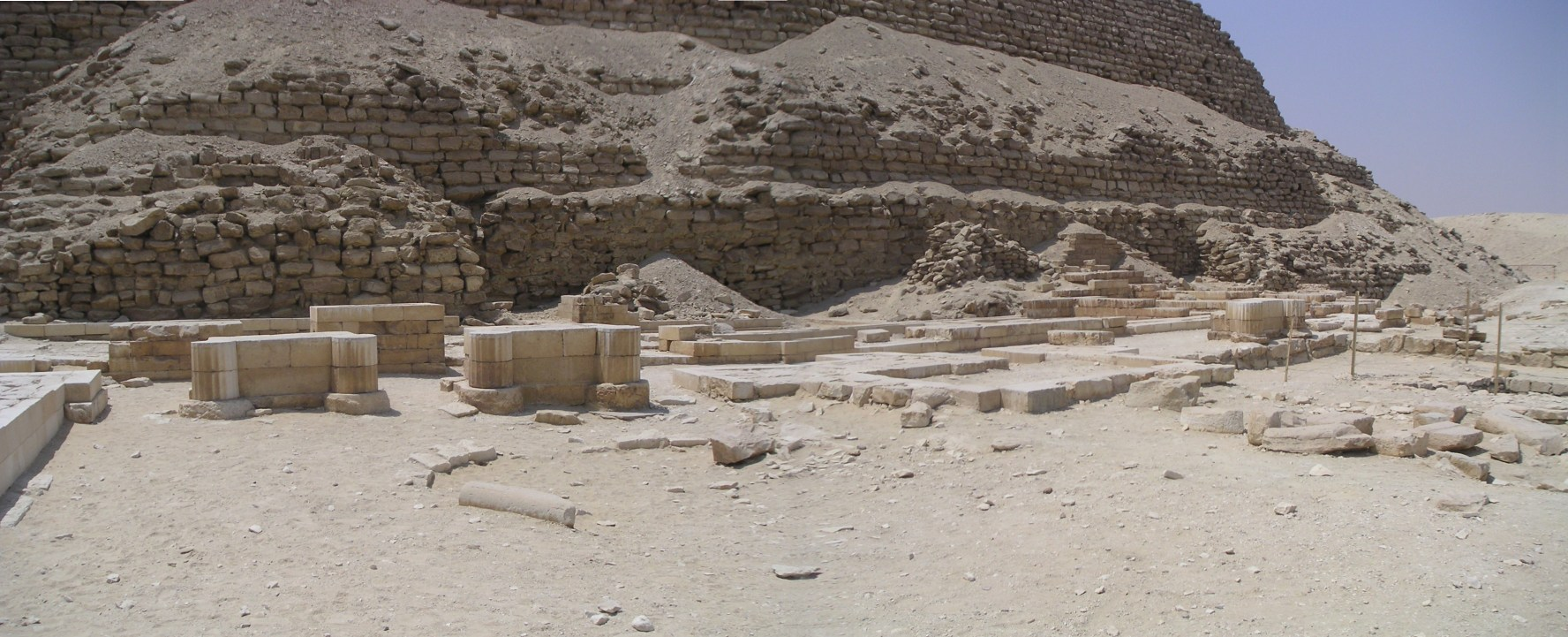
Ruinen des Totentempels
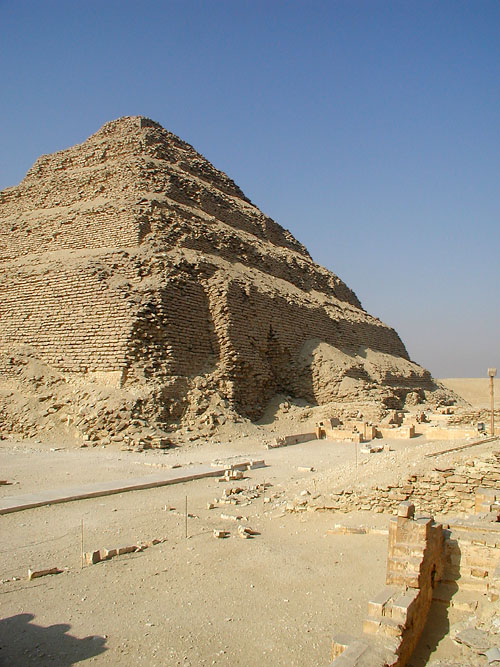
Nordseite der Pyramide mit Serdab und Totentempel

### Serdab
Der Serdab (arab. Keller) ist eine kleine Kammer östlich vom Totentempel an der Nordseite der Pyramide. Der ganze Serdab ist genau wie die Bausteine der Pyramide um 17° nach innen geneigt. In der Serdab-Kammer befand sich eine lebensgroße Statue des Djoser, die aus Kalkstein gefertigt war und den Herrscher streng auf dem Thron sitzend darstellt. In der Nordseite der Kammer befinden sich zwei Löcher, die es der Statue ermöglichen sollten, die auf dem Hof durchgeführten Rituale zu sehen. Die Neigung der Kammer kann auch als Ausrichtung auf die Zirkumpolarsterne interpretiert werden.
Das Original der Statue befindet sich heute im Ägyptischen Museum in Kairo, während im Serdab eine Replik aufgestellt ist. Ein Seitenstein des Serdab wurde bei der Rekonstruktion durch eine Scheibe ersetzt, um Besuchern einen Blick in das Innere zu ermöglichen.
Statuenfragmente, die der Serdab-Statue ähneln, wurden im Bereich des Totentempels gefunden, was auf einen eventuell vorhandenen zweiten Serdab hindeuten könnte.

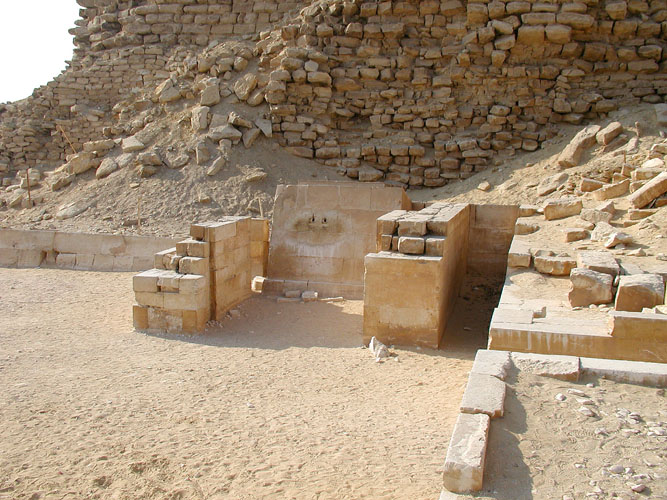
Serdab an der Nordseite der Pyramide
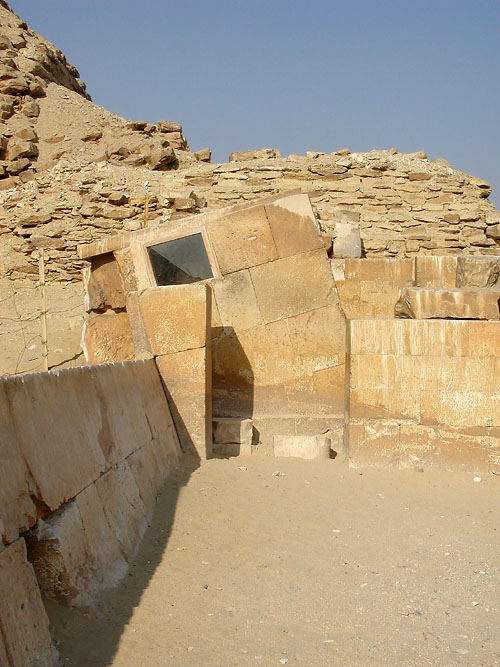
Seitenansicht des Serdab – die Neigung des Baus ist hier gut zu erkennen
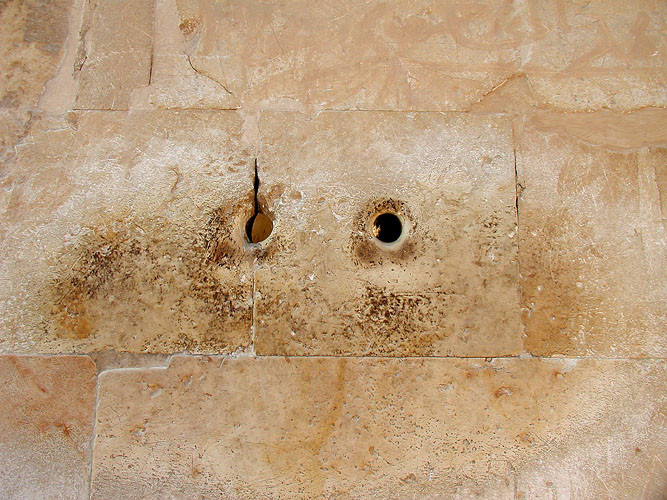
Blicköffnungen des Serdab
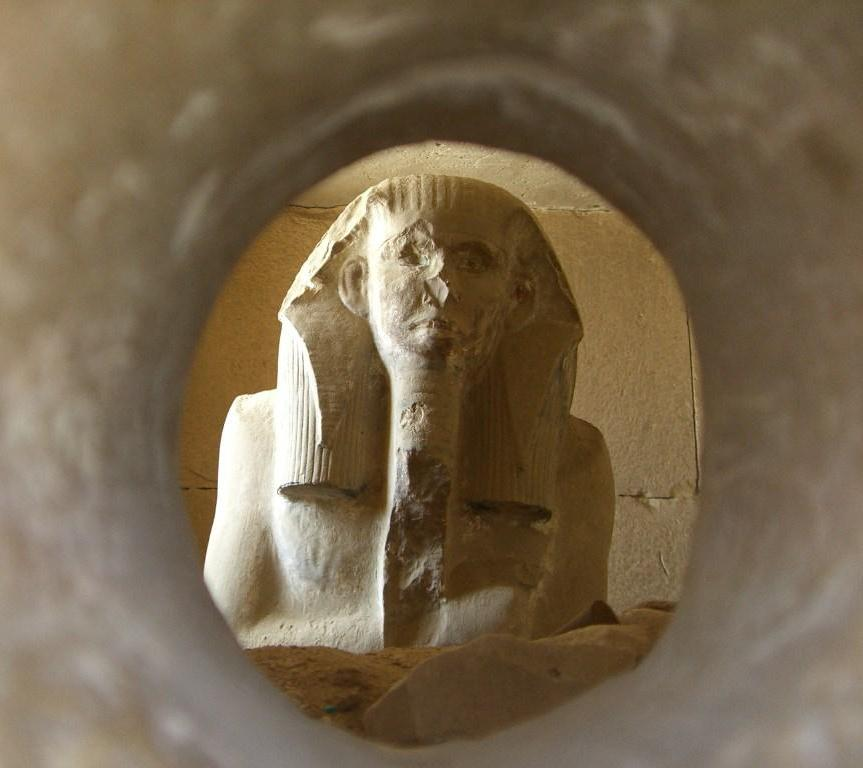
Statue des Djoser (Replik) im Serdab

### Nord- und Südpavillon

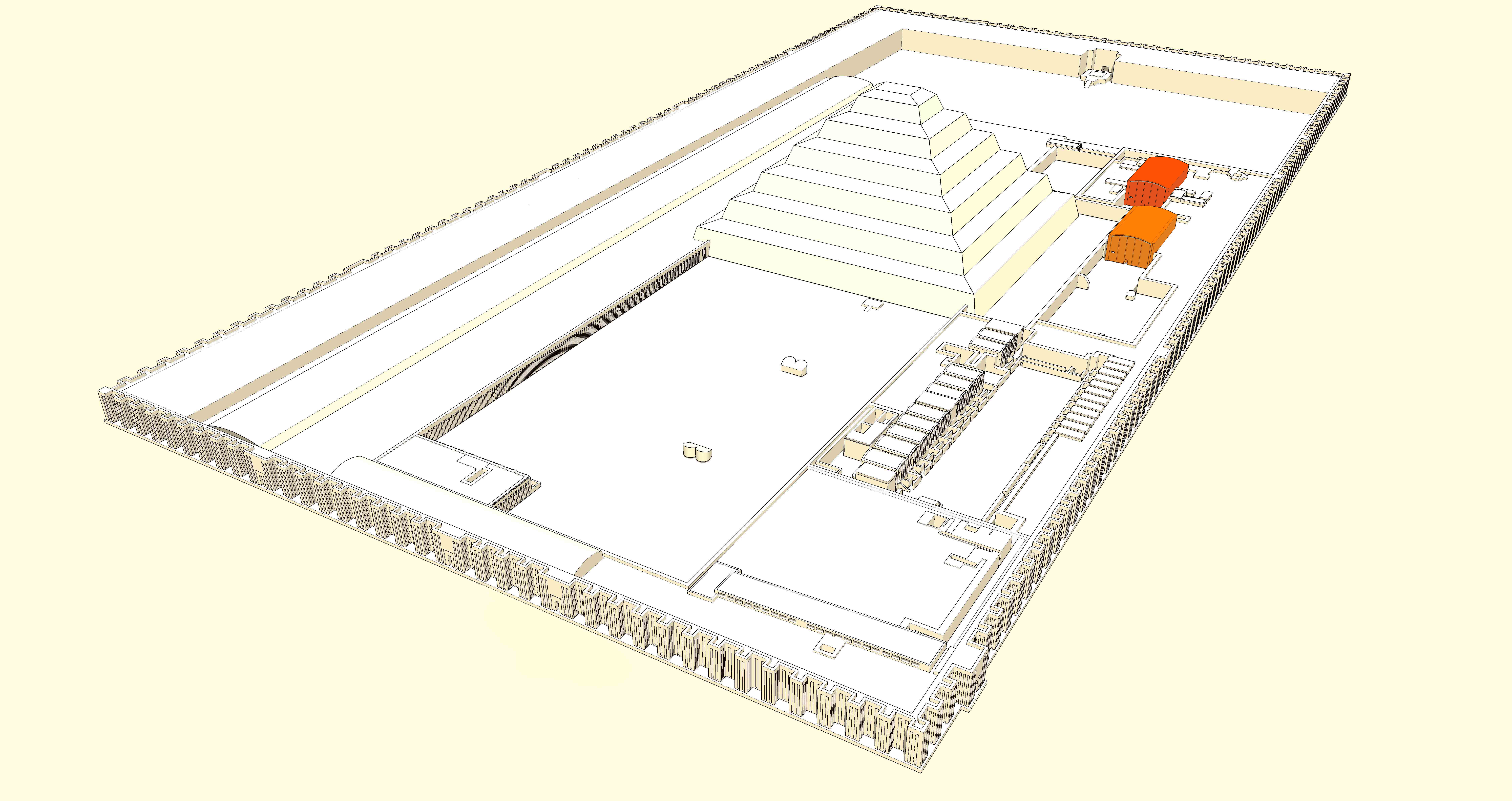
Position des Nordpavillons (rot) und des Südpavillons (orange)

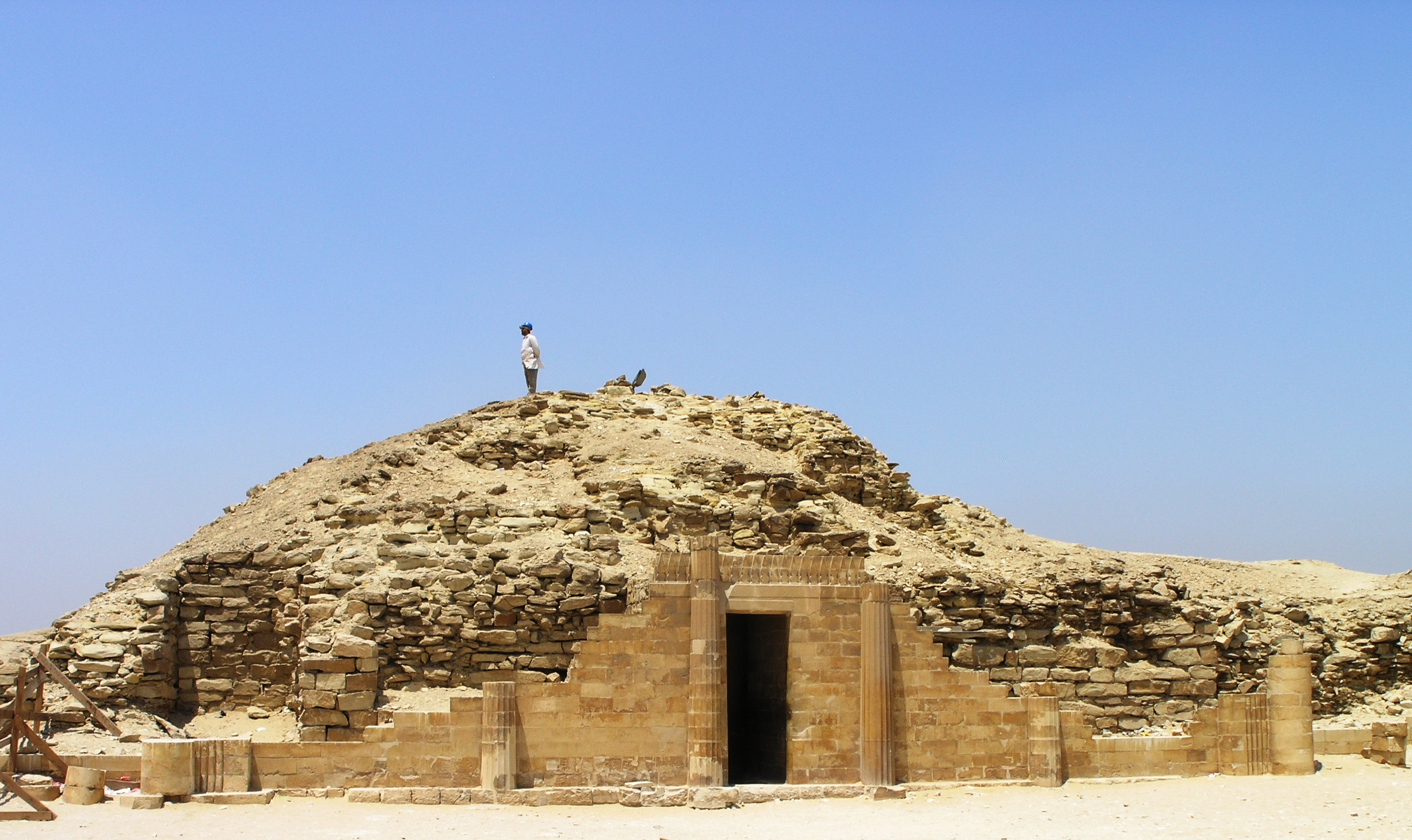
Fassade und Eingang des Südhauses

Das Südhaus war ein länglicher Bau, der vermutlich (nach Lauer) ein Gebäude in Holzskelettbauweise mit gerundetem Flachdach nachbildete. Das Dach wurde von mehreren Reihen von je vier steinernen Halbsäulen getragen, deren rote und schwarze Bemalung Zedernstämme simulieren sollten. Das Innere des Gebäudes war ähnlich der Sed-Fest-Kapellen mit solidem Mauerwerk gefüllt. Eine L-förmige Kapelle befand sich in dem Pavillon. An den Wänden sind Besuchergraffiti aus der 18. und 19. Dynastie erhalten, darunter auch die erste Nennung des Namens „Djoser“. Firth fand bei Ausgrabungen die Reste von verkohlten Papyri.
Das Nordhaus war ähnlich dem Südpavillon aufgebaut, besaß jedoch einen kleineren Hof und Altar und Nischen fehlten. Stattdessen existiert ein Schacht zu einer unterirdischen Galerie.
Die Bedeutung der Pavillons ist noch nicht abschließend geklärt. Laut Lauer repräsentieren die Gebäude Ober- und Unterägypten in Form von symbolischen Verwaltungsgebäuden, in denen der Ka des Pharaos die jeweiligen Untertanen empfangen sollte.
Aufgrund der Papyrusfunde wurde von Firth angenommen, dass in späteren Zeiten die Verwaltung des Pyramidenkomplexes im Südpavillon untergebracht war. Andererseits deuten neuere Hinweise darauf, dass die Pavillons absichtlich nach der Fertigstellung vergraben wurden, um sie direkt für das Nachleben des Pharaos bereitzustellen.
Die Überreste des Nord- und des Süd-Pavillons wurden von der Lepsius-Expedition für die Ruinen von Nebenpyramiden gehalten und somit fälschlicherweise unter den Bezeichnungen Lepsius XXXIII (33) und Lepsius XXXIV (34) in die Lepsius-Pyramidenliste aufgenommen.

### Westgalerien

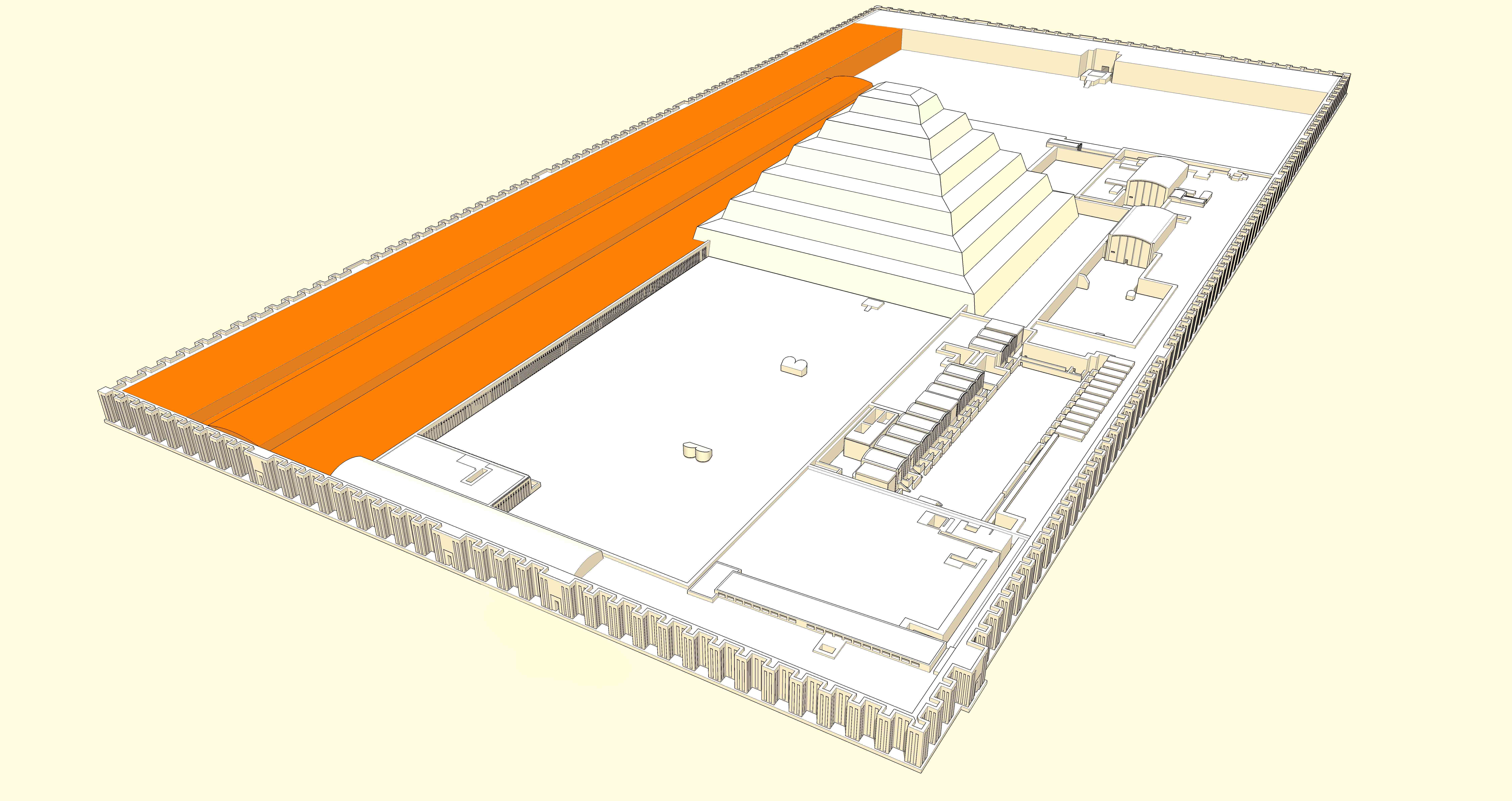
Position der Westgalerien

Die Westmassive mit ihren darunterliegenden Galerien gehören zu den rätselhaftesten Strukturen des Pyramidenkomplexes.
Das westlichste der drei Massive erstreckt sich über die ganze Länge des Komplexes, während die anderen beiden kürzer sind. Der Oberbau ist möglicherweise aus Bauschutt des Pyramidenbaus errichtet und enthält keine Gänge. Die Aufbauten müssen vor der letzten Bauphase der Pyramide fertiggestellt worden sein, da diese im Westen auf dem östlichen Massiv aufsitzt.
Der Unterbau der Westgalerien besteht aus langen Gängen und über 400 Kammern. Der Verwendungszweck dieser Kammern ist noch nicht geklärt. Der generelle Charakter lässt sie als Lagermagazine erscheinen, jedoch sieht Lauer sie als mögliche Gräber der Dienerschaft Djosers, die geopfert wurden, um dem Pharao im Nachleben zu dienen. Allerdings wurde die Praxis, die Dienerschaft bei der Bestattung des Pharaos zu opfern, bereits in der 1. Dynastie aufgegeben.
Rainer Stadelmann vermutet, dass es sich dabei um Überreste eines früheren Grabs aus frühdynastischer Zeit handeln könnte (möglicherweise des Grabs des Chasechemui), wobei allerdings keine Usurpationen von Königsgräbern im Alten Reich bekannt sind.
Nach Ansicht von Andrzej Ćwiek stellen die Westmassive die allererste Bauphase des Djosergrabs dar. Danach sollte das Grab zunächst ein Galeriegrab mit einem riesigen langgestreckten mastabaartigen Aufbau in der Art der beiden Gräber der 2. Dynastie werden, die südlich des Djoser-Komplexes zu finden sind. Diese Theorie verbindet den Komplex mit den früheren Bauformen und vermeidet die Usurpationsproblematik Stadelmanns.

### Nordhof

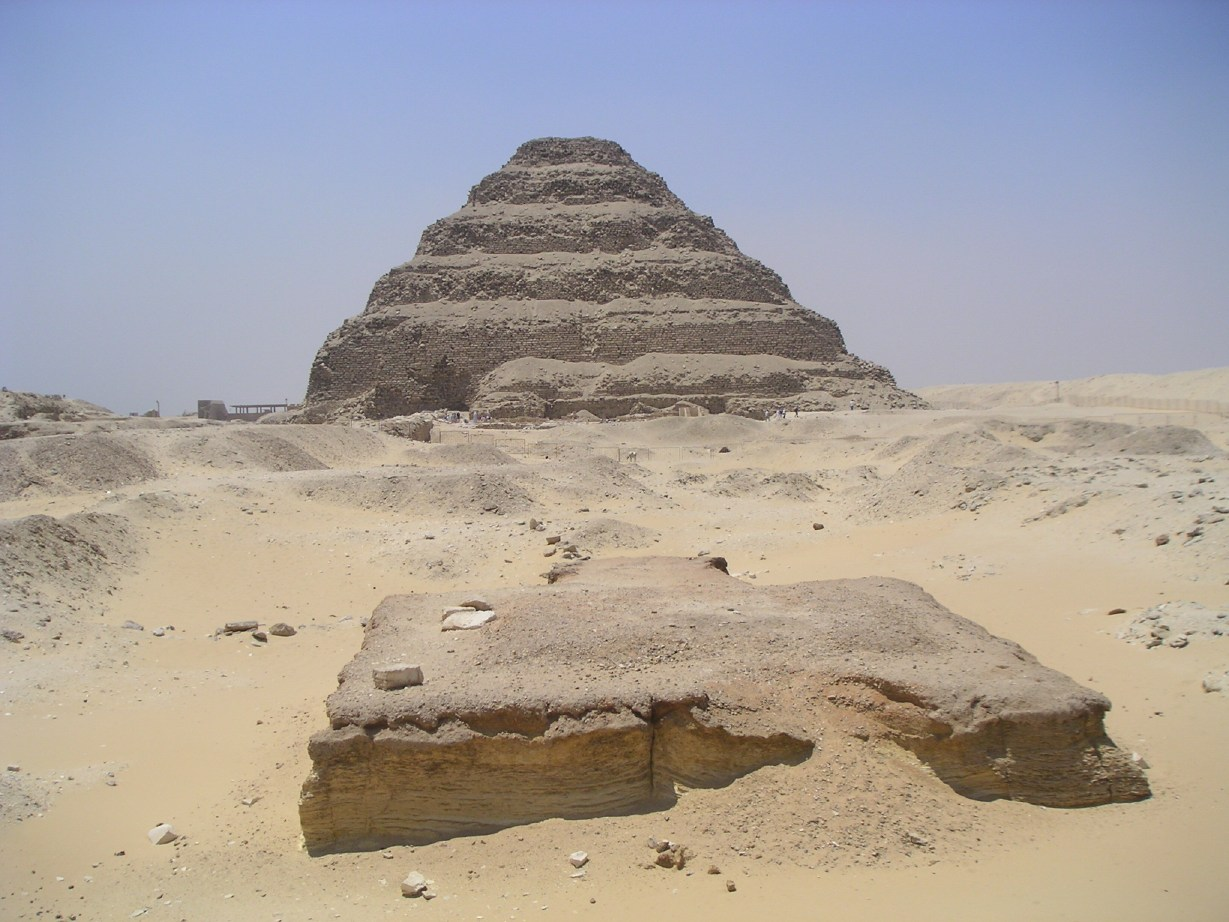
Blick vom Nordaltar über den Nordhof

Das nördliche Areal des Komplexes ist bislang noch nicht systematisch untersucht worden, jedoch haben einzelne Grabungen bereits einige Elemente hervorgebracht.
An der nördlichen Umfassungsmauer befindet sich eine als Nordaltar bezeichnete Struktur. Es handelt sich dabei um ein Hochplateau, das über eine Stufenrampe zugänglich ist. Auf dem Plateau befindet sich eine 8 m × 8 m große und einige Zentimeter tiefe Vertiefung. Die Funktion dieses Elements ist bislang noch umstritten. Stadelmann interpretiert es als einen Sonnentempel. Die Vertiefung könnte dann die Position eines Obelisken bezeichnen. Allerdings sind weder ein Obelisk noch Fragmente eines solchen gefunden worden.
Von der Nordwestecke der Umfassungsmauer erstreckt sich in östliche Richtung eine weitere Magazingalerie. Diese stellte vermutlich Kornkammern dar, da sie runde Einfüllöffnungen in der Decke besitzen. In den Nordgalerien wurden neben Siegelabdrücken des Djoser auch solche des Chasechemui gefunden, was sie mit der problematischen Einordnung der Westgalerien in Verbindung bringt.
Im Nordhof befinden sich zudem einige Treppengräber, die älter als der Djoser-Komplex sind und von einer früheren Nekropole stammen, die vom Djoser-Komplex überbaut wurde.

## Spätere Veränderungen am Pyramidenkomplex

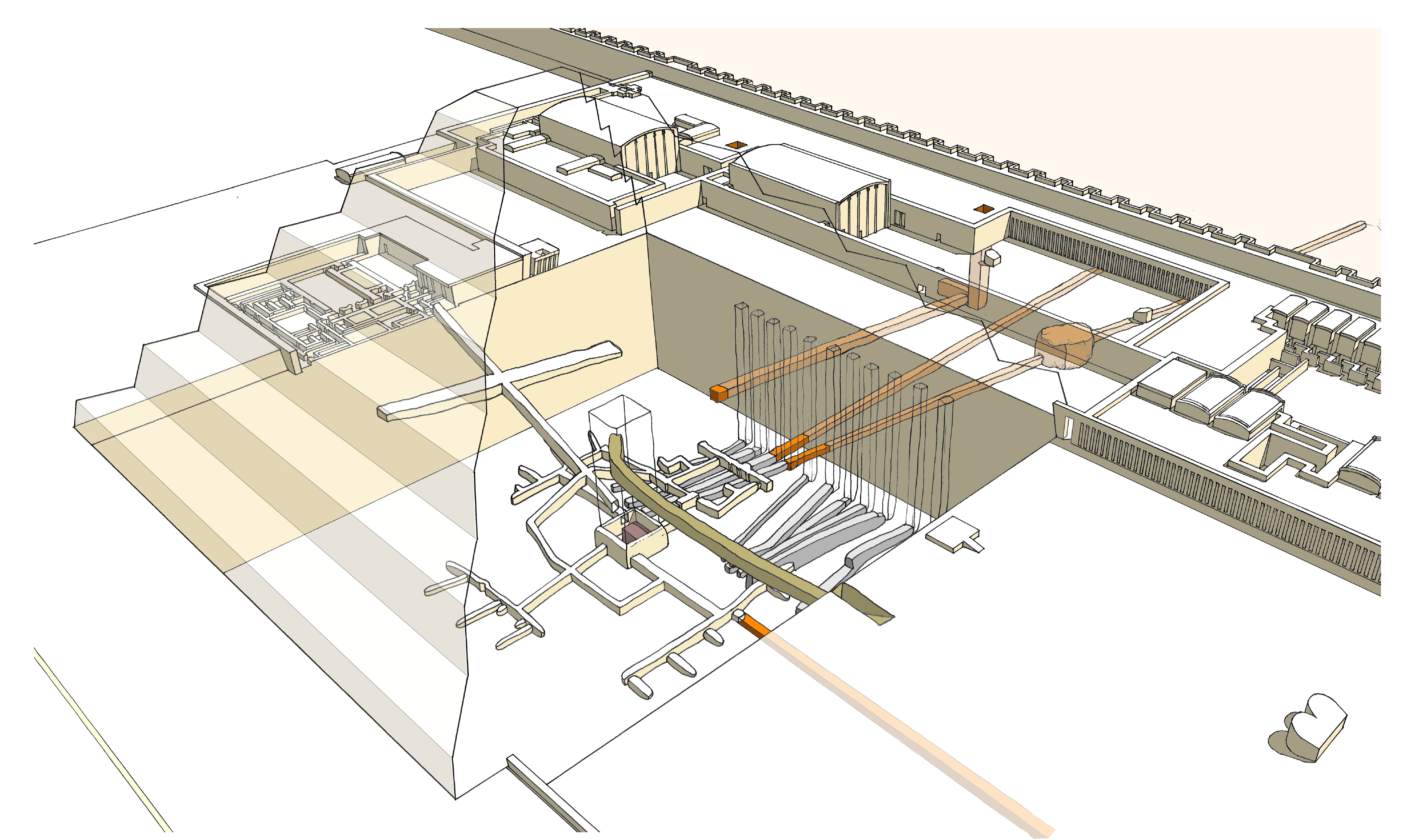
Perspektivische Ansicht des Unterbaus der Pyramide mit einer in der 26. Dynastie (Saïtenzeit) gegrabenen Grabräuber-Galerie (Oliv)

In späteren Zeiten wurden verschiedene zusätzliche Schächte und Galerien – hauptsächlich durch Grabräuber – gegraben.
Bereits am Ende des Alten Reichs wurde eine Grabräuberpassage von der Quergalerie im Eingangsbereich zu den Galerien um die Grabkammer gegraben, um diese zu plündern. Weitere Grabräubertunnel datieren in die römische Zeit.
Besonders markant ist eine in der 26. Dynastie (Saïtenzeit) gegrabene Galerie unter der Pyramide, deren Eingang sich im Südhof westlich des Altars befindet und die bis zum Zentralschacht des Grabs führt. Diese Galerie wurde mit wiederverwendeten Säulen abgestützt. Mit Hilfe dieser Galerie wurde der mit Schutt aufgefüllte Zentralschacht geleert und ein Zugang zur Grabkammer zum Zwecke des Grabraubs ermöglicht. Holzbalken, die zur Abstützung des Zentralschachts verwendet wurden, befinden sich heute noch vor Ort.

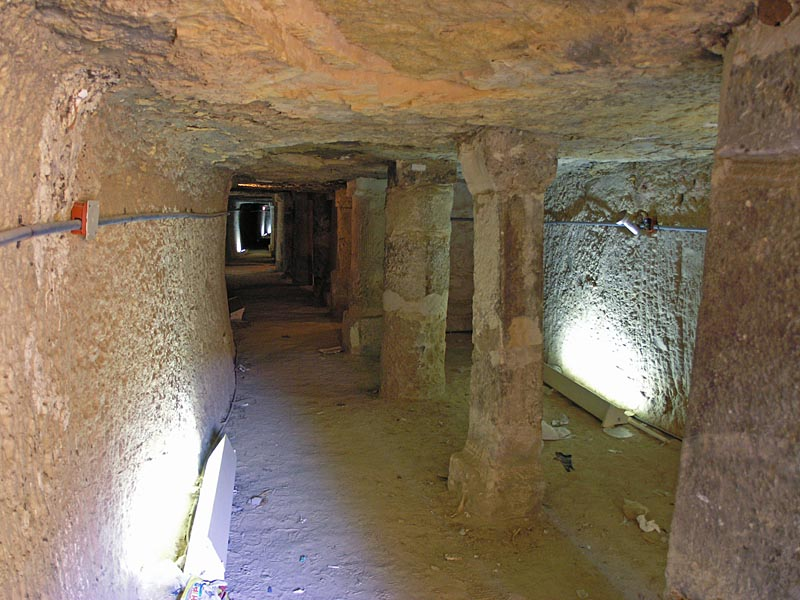
Saïten-Galerie mit wiederverwendeten Säulen zur Abstützung
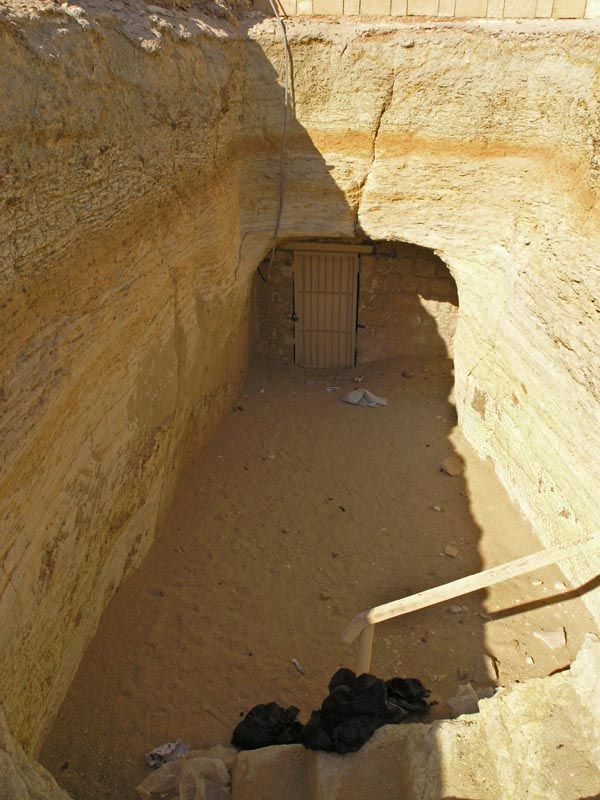
Eingang zur Saïten-Galerie im Südhof westlich des Südaltars
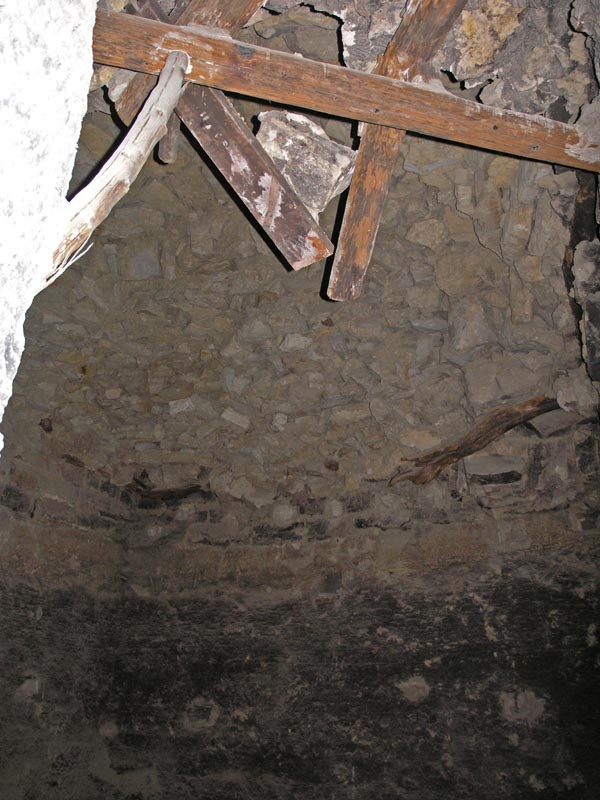
Blick aus der Saïten-Galerie in den ausgehöhlten Zentralschacht über der Grabkammer
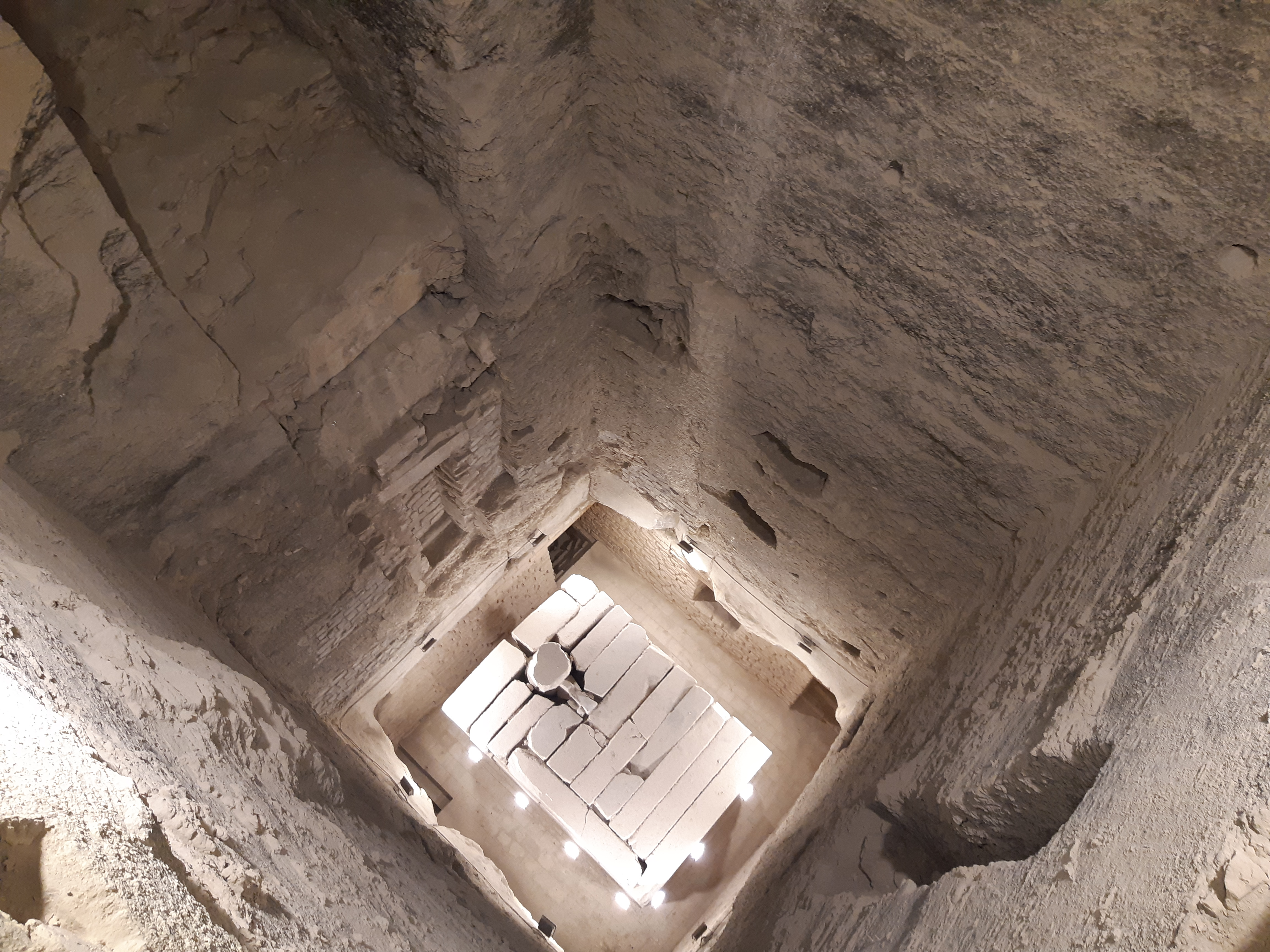
Draufsicht auf die Grabkammer

Neuere Forschungen eines lettischen Teams unter Leitung von Bruno Deslandes mittels Bodenradar ergaben zudem Hinweise auf mindestens drei weitere Tunnel, die von außerhalb der östlichen Begrenzungsmauer zu den elf Ostgalerien getrieben wurden, sowie einen weiteren Tunnel, der die südlichen Kammern des Hauptgrabs mit dem Südgrab verbindet.

## Bedeutung für die Pyramidenentwicklung
Wenn auch kein zweiter Grabkomplex nach dem Muster der Djoser-Pyramide gebaut wurde, so waren doch verschiedene Elemente stilprägend. Die exakte Entwicklung ist heute nicht mehr nachvollziehbar, da die beiden nachfolgenden Projekte – die Sechemchet-Pyramide und die Chaba-Pyramide – nicht vollendet wurden. Insbesondere der Sechemchet-Komplex zeigt eine enge Verwandtschaft mit dem Djoser-Komplex, was darauf zurückzuführen ist, dass Imhotep ebenfalls Baumeister dieses Komplexes war.
Somit ist die Djoser-Pyramide das einzige als Schichtenpyramide vollendete und erhaltene Königsgrab. Eine Reihe von kleinen, als Kenotaphen erbaute Provinzpyramiden waren ebenfalls Schichtenpyramiden. Die nächste vollendete Königspyramide, die Meidum-Pyramide des Snofru, wurde offenbar zunächst als Schichtenpyramide fertiggestellt und in einer späteren Bauphase zu einer Pyramide mit äußerer Verkleidung mit gleichbleibender Neigung umgewandelt. Alle weiteren Königspyramiden wurden grundsätzlich als echte Pyramiden gebaut. Jedoch wurden später auch zwei Königinnenpyramiden der Mykerinos-Pyramide in Form von Stufenpyramiden ausgeführt. Ebenso sind die späteren Pyramiden der 4. bis 6. Dynastie in Stufenbauweise mit einer äußeren Verkleidung ausgeführt (z. B. Mykerinos-Pyramide, Sahure-Pyramide).
Bemerkenswert ist, dass zunächst die Bedeutung und die Größe der Pyramide deutlich zunimmt, während der Komplex reduziert wird. Die externen Galerien des Djoserkomplexes wurden in zunehmend reduzierter Form in die Substruktur der nachfolgenden Pyramiden einbezogen. Die Substruktur wurde auch deutlich vereinfacht. Elemente wie der Heb-Sed-Hof oder die Nord- und Südpavillons verschwanden aus nachfolgenden Pyramidenkomplexen völlig, auch wenn das Sed-Fest-Motiv in Form von Relief-Darstellungen im Totentempel weiterhin präsent blieb.
Der Totentempel ist ein Element, das sich bei allen späteren Pyramiden wieder findet. Insbesondere ab der 5. Dynastie nimmt die Bedeutung dieses Tempels deutlich zu. Allerdings unterscheidet sich die Ausführung der späteren Totentempel von der des Djoser.